# Russisch-Japanse Oorlog
De Russisch-Japanse Oorlog (Japans: 日露戦争; Romaji: Nichi-Ro Sensō; Russisch: Русско-японская война,  Roessko-japonskaja vojna; Vereenvoudigd Chinees: 日俄战争;Traditioneel Chinees: 日俄戰爭; Hanyu pinyin: Rì'é Zhànzhēng) (8 februari 1904 - 5 september 1905) was de eerste grote oorlog van de 20e eeuw.
De oorlog kwam voort uit de aanspraken van het Japanse Keizerrijk op Keizerrijk Korea en Mantsjoerije. Het Keizerrijk Rusland klampte zich vast aan de in 1898 voor 25 jaar van China gepachte ijsvrije haven Port Arthur aan de Koreabaai/Gele Zee en daarmee in verbinding met de Grote Oceaan, voor zowel hun koopvaardij als hun marine. Vladivostok was enkel ijsvrij in de zomer. Japan blokkeerde, bestormde en belegerde Port Arthur. De Russen probeerden Port Arthur te verdedigen, te ontzetten of er uit te breken.
De strijd werd op land gestreden in Zuid-Mantsjoerije, vooral rond Liaodong en Shenyang en op zee rond Korea, Japan en de Gele Zee. De climax was de Slag bij Mukden op het land en de Slag bij Tsushima op zee. De Japanse overwinningen op de Russen verrasten de westerse mogendheden. De oorlog verlegde het machtsevenwicht in Oost-Azië en maakte Japan tot een grootmacht.

## Situatie voor de oorlog

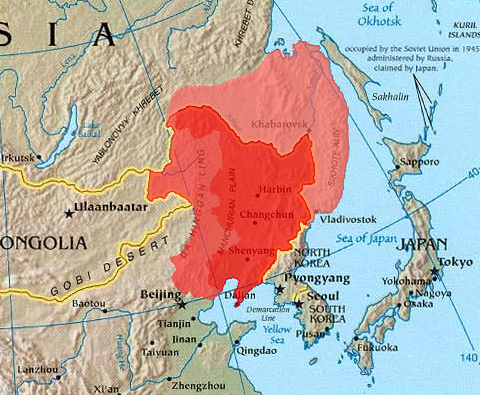
Groot-Mantsjoerije, Russisch (buiten)Mantsjoerije is de regio in het lichtrood; Liaodong is het deel dat uitsteekt in de Gele Zee

### Imperialisme
Europa en de Verenigde Staten voerden al een lange tijd een imperialistische wereldpolitiek. De meeste Europese mogendheden voerden een koloniale politiek met als doel hun economische en politieke invloedssfeer in de wereld uit te breiden. Al deze koloniën waren in mindere of meerdere mate met het 'moederland' verbonden. In Rusland daarentegen werden steeds meer gebieden aan het eigen grondgebied toegevoegd. Siberië, het Russische Verre Oosten en Centraal-Azië zijn daar voorbeelden van. Het Russische grondgebied breidde aldus steeds meer uit in de richting van de Grote Oceaan en de Indische Oceaan.

### Expansie
De Russisch-Japanse oorlog was een conflict tussen de twee dominante mogendheden van Noordoost-Azië. Rusland voerde al lange tijd een politiek van expansie in de richting van de Grote Oceaan. Het land was steeds op zoek naar een ijsvrije haven. Zijn marinebasis te Vladivostok gelegen aan de Japanse Zee, was gesloten wegens het ijs gedurende een periode van drie maanden per jaar. Door zijn ligging kon Japan invloed uitoefenen op de Russische vlootbewegingen. De zwakte van het Chinese Rijk maakte expansie in de regio mogelijk. Rusland breidde aldus zijn invloed uit over de Chinese provincie Mantsjoerije en de Chinese vazalstaat Korea.

### Trans-Siberische spoorlijn

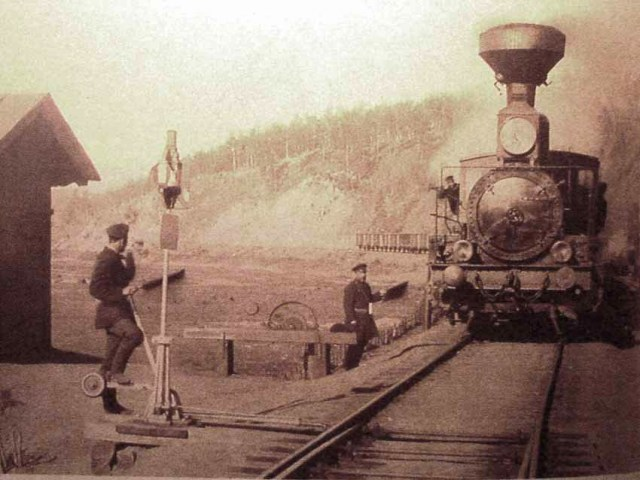
De Trans-Siberische spoorweg ten westen van Chilok in oblast Tsjita, 1903 speelde een belangrijke rol in de aanvoer van versterkingen en voorraden.

Rusland keek met een zekere minachting naar Japan. Rusland verwachtte weinig tegenstand van het machteloze China en het brave Japan. De Russen hoopten hun macht tot in Korea te kunnen uitbreiden. Zo kondigde Rusland in 1891 de constructie aan van de Trans-Siberische spoorlijn als een bevestiging van zijn wil om het Verre Oosten te domineren. De spoorlijn eindigde in Vladivostok en was een dure onderneming. Japan voelde zich bedreigd en was vastbesloten zich niet te laten intimideren. In 1896 besloten de Russen om een deel van de spoorlijn te bouwen door de Chinese provincie Mantsjoerije, wat voor een kortere spoorwegverbinding naar Vladivostok zorgde. Aldus zorgde de spoorlijn voor een goedkopere en meer directe route naar de Grote Oceaan. Bovendien gaf dit Rusland de mogelijkheid om indien nodig tussenbeide te komen in Mantsjoerije met de bescherming van de spoorlijn als excuus.
Tijdens de volgende zeven jaren bouwde Rusland spoorlijnen en een nieuw hoofdkwartier (Harbin) in Mantsjoerije. Hoewel Mantsjoerije officieel nog steeds een Chinese provincie was, werd het gebied economisch en militair bestuurd door Rusland. Port Arthur was voor Rusland zeer belangrijk omdat zij hierdoor over een ijsvrije haven beschikte. Tijdens de Bokseropstand van 1900 in China stationeerde Rusland in Mantsjoerije een troepenmacht van 100.000 man. Zowel Rusland als Japan deden aan intensieve spionage in de regio. Japan wist Rusland diplomatiek te isoleren door met Groot-Brittannië een non-interventieverdrag te sluiten in 1902.

### Eerste Chinees-Japanse Oorlog

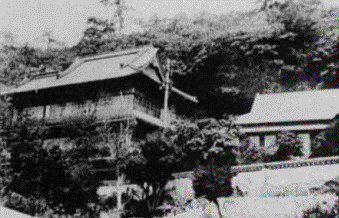
De plaats waar China en Japan het Verdrag van Shimonoseki ondertekenden.

In 1894 hadden China en Japan al de Eerste Chinees-Japanse Oorlog uitgevochten op Koreaans grondgebied. De inzet van het conflict was eigenlijk de controle over het Koreaanse grondgebied. Japan won deze oorlog. Korea werd een onafhankelijke staat en diverse gebieden waaronder Formosa en Port Arthur moesten afgestaan worden aan Japan.
Rusland was niet tevreden met de toenemende macht en invloed van Japan in de regio. Rusland wilde zelf de controle over Port Arthur om aldus over een ijsvrije haven te beschikken. Rusland wist de andere westerse mogendheden te mobiliseren tegen wat zij zag als Japanse expansie.

### Wapenwedloop
De Russische, Duitse en Franse vloten in het Verre Oosten werden versterkt en Rusland mobiliseerde zijn leger in de Amoer-regio. De Japanse vloot was op dat ogenblik in volle expansie, maar beschikte over geen enkel slagschip. Elk van de drie vloten alleen had de Japanse marine kunnen verslaan. Het Japanse leger telde nog maar 67.000 man en de reserves stelden niet veel voor. De Japanse Keizer was dan ook verplicht om op 10 mei 1895 het Verdrag van Shimonoseki op te zeggen.
Voor het verlies van het schiereiland Liaodong en Port Arthur moest China aan Japan een schadeloosstelling betalen. De Japanse publieke opinie was razend. Met het ontvangen geld bestelde Japan slagschepen bij de Britse scheepswerven. Ondanks deze ontgoochelingen groeide het Japanse zelfvertrouwen en vastberadenheid. Het land had getoond in staat te zijn een vijandelijk leger te verslaan. Het had de vruchten van zijn overwinningen in Korea en Mantsjoerije geproefd. Tijdens hun aanwezigheid in de regio hadden de Japanners de economische mogelijkheden van de regio gezien.

### Modernisering
Japan kwam in de tweede helft van de 19e eeuw uit een periode van 200 jaar isolement. De modernisering van de Japanse industrie en strijdkrachten werd met grote overtuiging en efficiëntie gevoerd en dit in dienst van een agressieve en ambitieuze ideologie. De duidelijke onmacht van China om een andere rol te spelen dan die van gemanipuleerd slachtoffer van de ambities van de vreemde mogendheden was voor Japan een uitnodiging om zijn deel op te eisen en zich te profileren als de belangrijkste macht in Azië. Japan was een land in volle expansie. De Japanse bevolking groeide van 34.000.000 in 1875 tot 46.305.000 in 1903. Maar dat was nog steeds minder dan één derde van de Russische bevolking.
De Japanse buitenlandse handel nam over dezelfde periode toe van 50.000.000 Yen tot meer dan 600.000.000 Yen. Maar ook hierin was Japan relatief arm in vergelijking met Rusland. De Japanse industriële revolutie was in volle gang en de toenemende verstedelijking van de bevolking was daar een duidelijk teken van. Japan werd in toenemende mate afhankelijk van de import van voedsel voor zijn groeiende bevolking. Terwijl de productie van goederen fors toenam en in 1903 goed was voor 85% van de Japanse export, bleef de Japanse landbouw achter. De Japanse afzetmarkt was in de eerste plaats Oost-Azië. Indien deze markten werden gesloten was dit een ramp voor Japan. Van de Oost-Aziatische markten waren die van Korea en Mantsjoerije de allerbelangrijkste. Een conflict met de Russische ambities in de regio was dan ook onvermijdelijk. Alleen Japan leek dit te beseffen en begon zich daar dan ook minutieus op voor te bereiden.

### Port Arthur
In december 1897 verscheen een Russische vloot voor Port Arthur. Na drie maanden werd een conventie met China gesloten waarin Port Arthur, Talienwan en de onmiddellijke omgeving aan Rusland werden geleased. De afspraak had een looptijd van 25 jaar en kon in onderling overleg worden verlengd. Rusland was duidelijk overtuigd dat dit ook zou gebeuren, want zij begonnen Port Arthur onmiddellijk te versterken. Een jaar later legde Rusland een spoorwegverbinding aan van Harbin langs Mukden tot in Port Arthur. Het was trouwens in deze periode dat ook Groot-Brittannië en Frankrijk diverse territoriale concessies van China konden afdwingen. Het ongenoegen in China groeide en dit leidde tot de Bokseropstand die door de westerse mogendheden werd neergeslagen. Tegen 1902 was de orde in Beijing hersteld.

### Bondgenootschap Groot-Brittannië-Japan
Zowel Groot-Brittannië als Japan maakten zich zorgen om de groeiende macht van Rusland in de regio. Op 30 januari 1902 sloten zij een bondgenootschap. Hierin werd overeengekomen dat indien een van beide naties in een oorlog werd meegesleept ter verdediging van haar regionale belangen, de andere natie niet alleen neutraal zou blijven maar er alles aan zou doen om te vermijden dat het conflict zich zou uitbreiden. Indien andere landen aan de oorlog zouden gaan deelnemen – men dacht aan Frankrijk en Duitsland – dan zou dit land zijn bondgenoot te hulp komen. In feite vergemakkelijkte dit verdrag van 1902 de verwerving van Korea door Japan en versterkte het zijn verlangen om het gevecht aan te gaan tegen de Russen in Mantsjoerije.

### Toenemende spanning

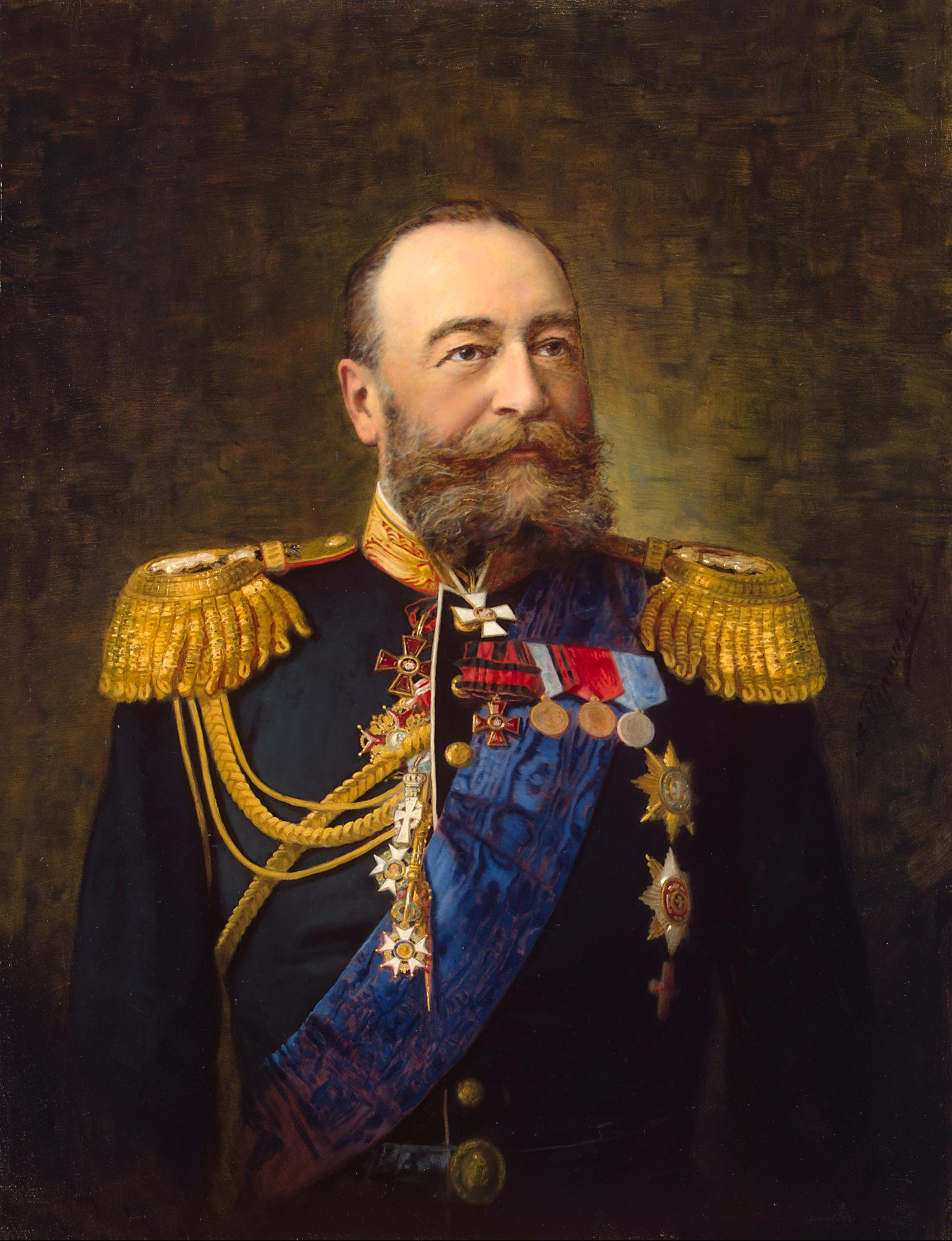
Onderkoning admiraal Jevgeni Ivanovitsj Aleksejev werd ontslagen na meerdere nederlagen.

Rusland hield ondertussen nog steeds grote delen van Mantsjoerije bezet. Ondanks alle uitgeoefende druk van de Chinese overheid, hierin gesteund door Groot-Brittannië, Japan en de Verenigde Staten, weigerde Rusland zich terug te trekken van Chinees grondgebied. Japan was nu vastberaden om het probleem met meer 'directe' middelen aan te pakken.
Ook in Korea was de Russische invloed toegenomen. De Koreaanse koning en regering stonden duidelijk onder Russische invloed. Overeenkomsten met Japan werden niet nageleefd.
Op 30 juli 1903 werd de Russische admiraal Aleksejev benoemd tot onderkoning van het Verre Oosten met diplomatieke volmacht voor de regio Russisch-Oost-Azië en de buurlanden en kreeg hij het opperbevel over leger en marine.
Japan was ervan overtuigd dat de permanente bezetting van Mantsjoerije een gevaar voor zijn eigen veiligheid en belangen vormde. De Japanse belangen in Korea waren eveneens in gevaar. Rusland en Japan begonnen onderhandelingen, terwijl de Russen hun posities in de regio bleven versterken. Op 13 januari 1904 deed Japan een politiek voorstel waarbij Mantsjoerije in de Russische invloedssfeer en Korea in de Japanse invloedssfeer kwam te liggen. De Japanse militairen waren tegen deze toegevingen. Japan eiste een snel antwoord op zijn voorstel. Op 4 februari hadden zij nog steeds geen antwoord ontvangen en op 6 februari werd aan de Russische minister van Buitenlandse Zaken, graaf Vladimir Lamsdorf, medegedeeld dat hij kon vertrekken uit Japan. Het Japanse geduld was op. Zowel de Russische ambassadeur als de Russische minister van Oorlog hadden gewaarschuwd dat Japan zou vechten indien het geen andere uitweg zag. De tsaar wilde geen oorlog maar werd steeds opnieuw verteld door zijn naaste adviseurs dat Japan in geen geval oorlog zou voeren.

## Betrokken strijdkrachten: een evaluatie

### Russische strijdkrachten

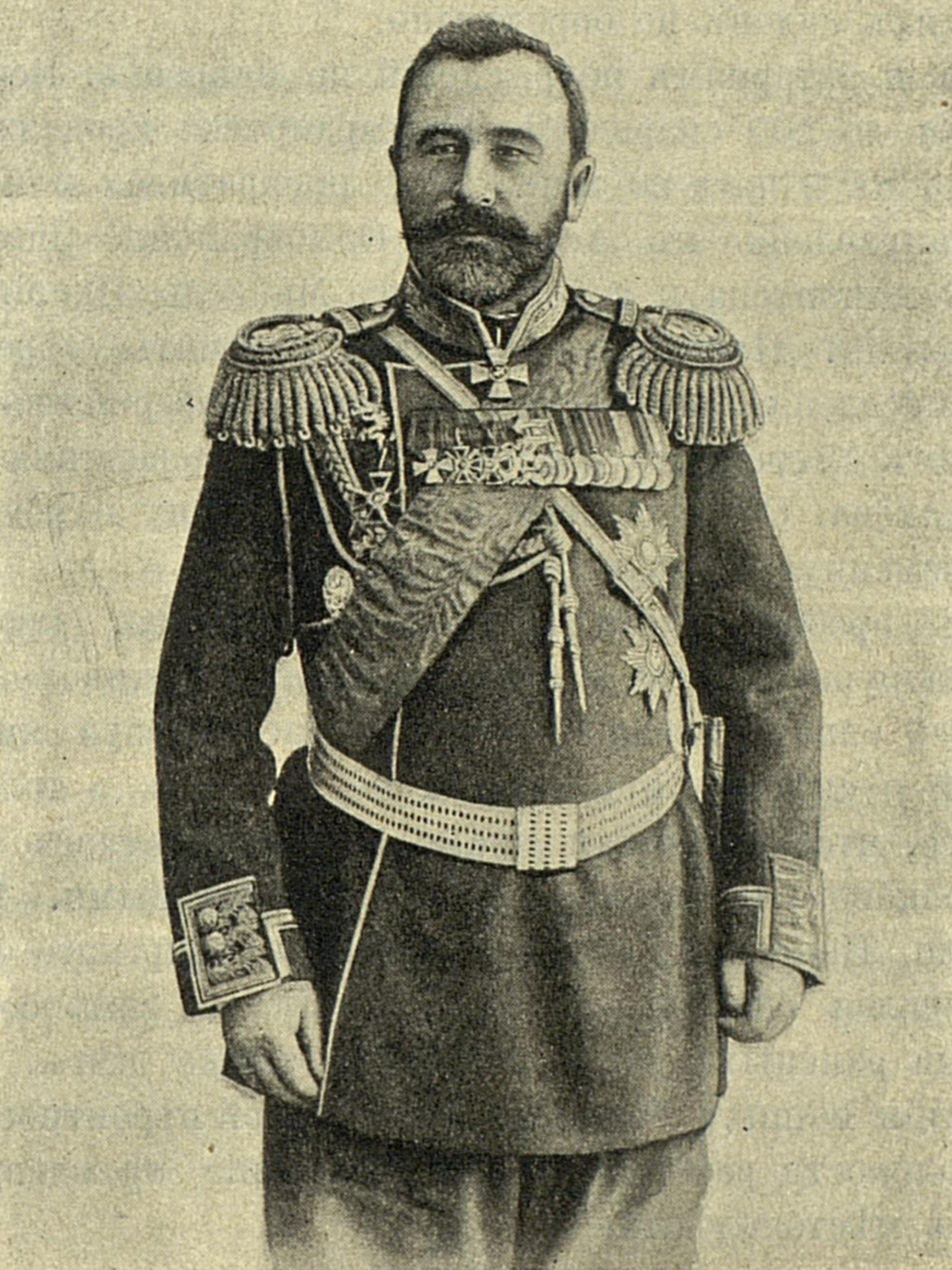
Generaal Aleksej Koeropatkin mislukte in zijn pogingen om de Japanners te stoppen en werd vervangen door Nikolai Linevitsj.

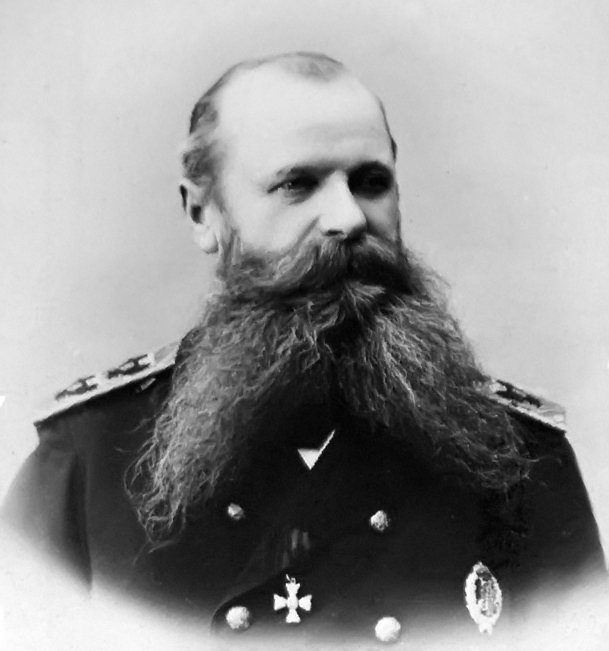
Admiraal Stepan Makarov verdronk toen zijn vlaggenschip Petropavlovsk op twee zeemijnen liep.

Rusland werd internationaal gezien als een gevaarlijke en machtige Europese grootmacht. Landen zoals Engeland zagen in Rusland een gevaar, terwijl anderen zoals het Duitse Rijk eerder een bondgenoot zagen in het Russische Imperium. Het grote, uitgebreide Rijk en zijn massaleger spraken tot de verbeelding.
De soldaten en zeemannen in Rusland waren ongeletterd en zaten vast in een enge manier van denken. Het Russische leger was zeer hiërarchisch opgebouwd en er was geen ruimte voor persoonlijk initiatief. De Russische soldaat was gehoorzaam, maar nam weinig of geen initiatief. Zowel de bevelhebbers als de soldaten waren van mening dat de Japanners met gemak verslagen zouden worden. Het gebrek aan kennis en vaardigheden van de lagere rangen was schrijnend. Opmerkelijk is dat de Russische zeelieden bij Port Arthur van bij het begin van het conflict overtuigd waren van de nederlaag. Alleen de aanwezigheid van admiraal Stepan Makarov gaf hen moed.

#### Moreel
Zelfmoord kwam opvallend veel voor op de lange zeereizen en heel wat officieren deelden de pessimistische visie van hun ondergeschikten. De levensomstandigheden van zowel soldaten als zeelieden waren erbarmelijk. De voedselbevoorrading van het leger liet te wensen over en plundering was meestal de enige oplossing om de tekorten aan voedsel en aan allerlei materialen op te lossen. De schepen van de Russische vloot werden tijdens het conflict volgeladen met steenkool om hun actieradius te vergroten, maar daardoor werd het leven op de schepen nog ondraaglijker. Er waren regelmatig disciplinaire problemen, zelfs gevallen van muiterij, op de Russische schepen.
De dienstplicht was niet populair in Rusland. De slechte levensomstandigheden en behandeling van de Russische dienstplichtigen hadden een negatieve invloed op de gevechtskracht van de Russische eenheden. De samenwerking en verstandhouding tussen Europese Russen en eenheden Siberische Russen was slecht. De Europese Russen waren vol wantrouwen en minachting voor de Siberische Russen, terwijl de Siberische Russen de Europese Russen beschuldigden van het onderschatten van het ‘Japanse gevaar’.

#### Sterkte
Het Russische leger had in 1904 een sterkte van méér dan 1.000.000 man. Na mobilisatie kon dit aantal verhoogd worden tot 3.500.000 man. Dit enorme leger bestond uit uitstekende eenheden zoals de gardesoldaten, grenadiers en kozakken, maar ook uit reservisten en andere eenheden van duidelijk minder goede kwaliteit. Voor de oorlog met Japan besliste Rusland om bijna volledig gebruik te maken van soldaten gelegerd in het Oostelijk Militair District, dat over een groot aantal eenheden van minder goede kwaliteit beschikte. In deze periode van politieke onrust was de regering niet bereid om haar meest betrouwbare eenheden zo ver naar het oosten te sturen, op een te grote afstand van de Russische machtscentra.
Bij het uitbreken van de oorlog in het oosten bedroeg de Russische sterkte in de regio 3115 officieren en 147.479 manschappen, grensbewakingseenheden en Siberische militietroepen inbegrepen. Dit aantal zou natuurlijk toenemen na het uitbreken van de oorlog.
Rusland telde op het ogenblik van de Russisch-Japanse Oorlog, een bevolking van 130 miljoen. Deze bestond voor twee derde uit Slavische volkeren. Er waren echter ook moslims uit Centraal-Azië en de Kaukasus. Deze moslims werden geweerd uit het leger omdat men vreesde dat zij te veel beïnvloed konden worden door de Ottomaanse Sultan. De enige drie oorlogen die Rusland had gevoerd sinds 1812 waren de gewonnen Russisch-Turkse Oorlog van 1828-1829, de verloren Krimoorlog van 1854-1856 en de gewonnen Russisch-Turkse Oorlog van 1877-1878.
De andere conflicten hadden deel uitgemaakt van hun koloniale politiek en plaatsten het Russische leger tegenover zwakkere en inferieure vijanden. Het conscriptiesysteem was corrupt en makkelijk te omzeilen waardoor voornamelijk de armste bevolkingsgroepen werden opgeroepen. De Russische legerleiding was arrogant en zag Japan als een zwakke tegenstander. De legerleiding bestond uit hogere officieren die teerden op academische boekenkennis of die door politieke invloed aan hun hoge positie in het leger waren geraakt.
Het merendeel van de hogere posten in de legerhiërarchie waren ingenomen door leden van de aristocratie en de politieke elite van Rusland, waardoor onderlinge rivaliteiten en politieke agenda’s belangrijker waren dan de opbouw van een efficiënt leger. De Russische vloot was veel groter dan de Japanse. Er lagen eenheden in de Oostzee, de Zwarte Zee en in de Grote Oceaan. In 1903 had Rusland in de Stille Oceaan zijn Pacifische Vloot van 25 torpedobootjagers, 7 kruisers, 7 slagschepen en 27 kleinere schepen. De samenstelling van de vloot was zeer divers en de schepen waren niet uniform van type. De Russische schepen waren minder bepantserd dan die van de Japanse vloot, omdat de Russische schepen een grotere actieradius nodig hadden, waardoor grote opslagplaatsen voor steenkool noodzakelijk waren. Alcoholisme was wijdverspreid in de Russische Marine en het merendeel van de troepen waren ongeletterd en hadden weinig of geen ervaring op zee voor ze in dienst gingen.
De vloot gelegerd in de Oostzee (Baltische Vloot) kon amper oefenen, omdat de Finse Golf de helft van het jaar bevroren was. Omwille van bureaucratische redenen diende de vloot gestationeerd in de Zwarte Zee (Zwarte Zeevloot) de helft van het jaar aan wal te blijven. De schepen waren weinig op zee en zelden werden schietoefeningen gehouden.

### Japanse strijdkrachten

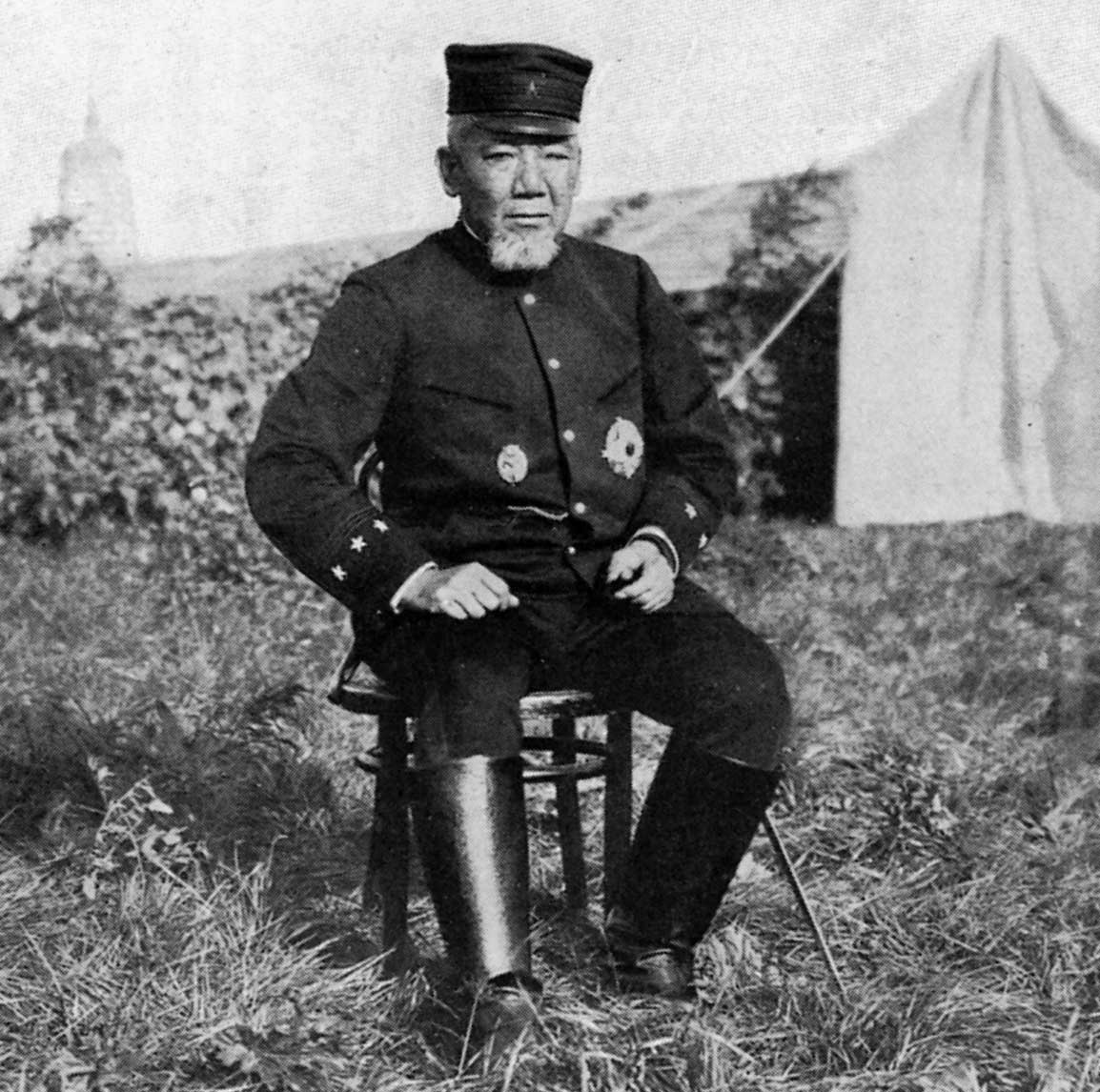
Generaal Oyama Iwao veroverde Korea en Mantsjoerije.

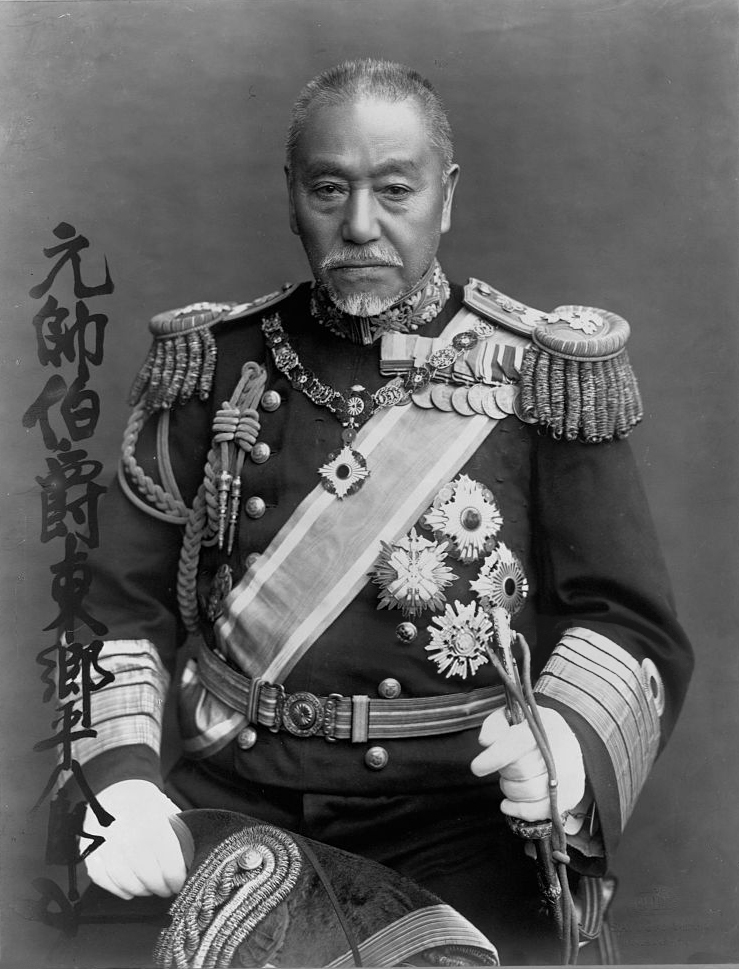
Admiraal Heihachiro Togo won alle zeeslagen.

#### Moreel
Het moreel van het Japanse leger en de Japanse vloot was hoog en stond onder de invloed van een opkomend nationalisme. Conscriptie werd anders dan bij het Russische leger gezien als een zegen. De Japanse soldaten werden goed gevoed, gekleed, getraind en kregen veel vrije tijd. De levensomstandigheden in het leger waren meestal beter dan men thuis als kleine boer of visser kende. Het was opvallend hoe belangrijk men goede voeding en genoeg slaap vond, waardoor de Japanse militairen gezond en fris waren in vergelijking met hun tegenstanders. De zelfdiscipline was ook groot: de Japanse soldaat leefde teruggetrokken en slenterde zelden rond door de steden.
Voor de Japanse soldaten en zeelieden was het een eer om het vaderland te dienen. Voor het vaderland sterven vonden ze een privilege. De Japanse soldaat was een dappere, ontembare vechter. Onderwijs was een van de prioriteiten geweest bij de modernisering van Japan. Het algemene opleidingsniveau van de Japanse soldaat was hoger dan dat van de Russische soldaat. Het Japanse officierenkorps was professioneler dan het Russische. De Japanse officier rekende niet uitsluitend op sociale connecties om bevorderd te worden. De Japanse officier was vastbesloten om ook door studie, inzet en zelfdiscipline promotie te maken in het leger.

#### Sterkte
Het Japanse leger telde bij het uitbreken van de oorlog zo'n 400.000 man, waarvan een groot aantal ervaren soldaten die hadden gevochten in de Eerste Chinees-Japanse Oorlog.
Het veldleger was georganiseerd in 12 divisies en de Keizerlijke Gardedivisie. Elke divisie telde twee infanteriebrigades, één cavalerieregiment, één artillerieregiment, één geniebataljon en één telegrafiecompagnie. Er waren in totaal 17 artillerieregimenten met tussen de 612 en 680 stukken veldgeschut.
De eerstelijnssterkte bedroeg 88.000 man infanterie, 8500 man cavalerie, 14.000 man in de veldartillerie-eenheden, 11.000 man in de artillerie-eenheden van de garnizoenen, 5000 geniesoldaten, en 10.000 man in de transporteenheden. Na het oproepen van de reserves steeg de totale sterkte van het leger naar 186.800 man infanterie, 11.500 man cavalerie, 15.500 man in de veldartillerie-eenheden met 800 kanonnen, en 13.000 man in de artillerie-eenheden van de garnizoenen met 20 kanonnen, 9000 geniesoldaten en 12.000 man in de transporteenheden. Het territoriale leger verhoogde dit aantal nog met 123.500 man in diverse onderdelen en 300 extra stukken veldgeschut.
Japan telde op het ogenblik van de Russisch-Japanse Oorlog een bevolking van 46,5 miljoen. Het nieuwe Japanse beroepsleger had gevochten in de Japanse Burgeroorlog van 1877, tegen China in 1894-1895 en tijdens de Bokseropstand van 1900. Het Japanse leger had echter nog steeds geen machtige westerse mogendheid bevochten. In eerdere conflicten waren de tegenstanders van het nieuwe Japans Keizerlijk Leger inferieur geweest en nauwelijks een uitdaging. Opvallend was hoe goed het Japanse leger zijn campagne tegen Rusland voorbereidde. Onder leiding van kolonel Aoki werd een compleet spionagenetwerk uitgebouwd. Deze agenten zouden Japan informatie leveren tijdens de oorlog maar ook tegenstanders van Rusland steunen. De regio van toekomstige conflicten werd nauwkeurig in kaart gebracht door de Japanse Inlichtingendienst. De Japanse vloot bestond uit 6 slagschepen, 10 kruisers, 40 fregatten en 40 kleinere schepen. Ze waren allemaal in goede staat en bijna allemaal van uniforme Britse makelij. De Japanse schepen waren snel en goed gepantserd. De leden van de Japanse Keizerlijke Marine waren bijna allemaal geletterd en de meeste zeelieden hadden al de vereiste ervaring. Er werden regelmatig oefeningen op zee gehouden waardoor de Japanse Marine goed getraind en efficiënt was.

## Militaire innovaties
De meeste militaire technologieën toegepast tijdens de gevechten te land waren niet nieuw. Het was echter de schaal waarop er gevochten werd die opviel. Deze oorlog was de eerste waarin deze nieuwe militaire technologieën op grote schaal werden gebruikt.

### Machinegeweer

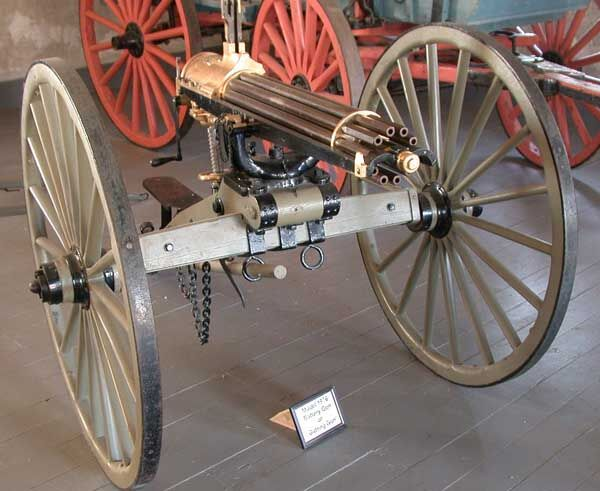
Een Gatling gun.

Het machinegeweer werd tijdens de Russisch-Japanse Oorlog door beide zijden gebruikt. Een dozijn Gatling Guns werd gebruikt in de Amerikaanse Burgeroorlog en de volgende 30 jaar werden diverse machinegeweren gebruikt in de koloniale oorlogen. Maar de nieuwe generatie machinegeweren worden pas in de Russisch-Japanse Oorlog door beide zijden in grote hoeveelheden gebruikt.
De Russen verhoogden hun machinegeweren in aantal van 12 in 1898 tot 40 in 1901. De hoeveelheden stegen maar bleven nog steeds beperkt onder andere omdat de 7,62 mm Maxim wapens geïmporteerd werden uit Engeland. De Maxims werden in batterijen van 6 tot 8 gebruikt, geplaatst op karren met pantsers om de gebruikers te beschermen. Deze karren vormden echter makkelijke doelwitten voor de Japanse artillerie.
Buiten de Maxims kocht Rusland ook 200 Deense Madsen, lichte machinegeweren, aan voor de cavalerie. Voor zover men weet zijn deze niet gebruikt in het conflict. De Russisch-Japanse oorlog bewees het nut van machinegeweren en veroorzaakte een grootschalige verspreiding in 1914.
De Japanners hadden in het begin van het conflict slechts een beperkt aantal machinegeweren maar dit aantal nam snel toe. Tijdens hun deelname aan het onderdrukken van de Bokseropstand van 1900 had Japan een licentie verkregen om de Franse Hotchkiss M1897 te produceren. Elke Japanse divisie moest 24 machinegeweren ontvangen. Toen bleek dat deze wapens zeer effectief waren, werden vele officieren voorstander van een grootschalige verspreiding. De prestaties van de Hotchkiss machinegeweren waren superieur aan die van de Maxim. De grootste tactische innovatie was het Japanse gebruik van het machinegeweer in de aanval. Het machinegeweer steunde de aanvallende infanterie en volgde deze door op te rukken naar nieuwe veroverde posities.

### Voorbode van de Eerste Wereldoorlog
Op het vlak van de communicatie werd de telefoon meer en meer gebruikt. De radio echter werd pas gebruikt tegen het einde van het conflict, toen de Russen twee radiobedrijven opstartten en twaalf radio's gebruikten.
Het gebruik van allerlei defensieve wapens en uitrusting zoals mijnenvelden, loopgraven, bunkers, en prikkeldraad bij Port Arthur waren een voorproefje van wat men zou te zien krijgen in de Eerste Wereldoorlog. Voor het bestormen van verdedigingswerken gebruikten de Japanse troepen houten mortieren, primitieve handgranaten en mijnenwerpers. De Japanners voerden graag nachtelijke aanvallen uit. Daarom gebruikten de Russen zoeklichten en lichtgevende kleine raketten die ze in de lucht schoten om de omgeving van hun stellingen te kunnen zien. Prikkeldraad was reeds eerder in conflicten gebruikt, maar nu werd het soms voor het eerst onder stroom gezet. De Japanners gaven dan ook speciale geïsoleerde draadknippers aan hun soldaten. Bij de gevechten rond Port Arthur waren al duidelijk de aanvals- en verdedigingstechnieken van de loopgravenoorlog in de Eerste Wereldoorlog zichtbaar.
Opvallend was het gebruik van observatieballonnen. Zowel de Russen als de Japanners gebruikten ze om informatie te verwerven over vijandelijke posities en de verkenning van de omgeving. De Russen hadden gespecialiseerde eenheden die de bemanningen leverden van hun ballonnen, terwijl het bij de Japanners meestal artillerie-eenheden waren die personeel leverden.

### Chinese hulptroepen
Zowel het Russische als het Japanse leger maakte gebruik van Chinese hulptroepen. Deze troepen werden gerekruteerd uit de bevolking van Mantsjoerije. Aan Japanse zijde richtte kolonel Aoki speciale eenheden op, hoofdzakelijk bestaande uit ‘bevriende’ Chinese bandieten. Achter de vijandelijke linies maakten zij het de Russen zo moeilijk mogelijk door het uitvoeren van guerrilla-aanvallen. Chinese bandieten plaagden trouwens beide zijden, maar omwille van de impopulariteit van het Russische leger waren zij meestal het doelwit. De Russen zetten dan weer Chinese hulptroepen in achter de linies als de bewakers van de installaties, de spoorlijn, etc.

## Eerste fase: het Japanse offensief en de Russische reactie

### Het begin van de oorlog: de aanval op de Russische kruiserVarjagin Chemulpo

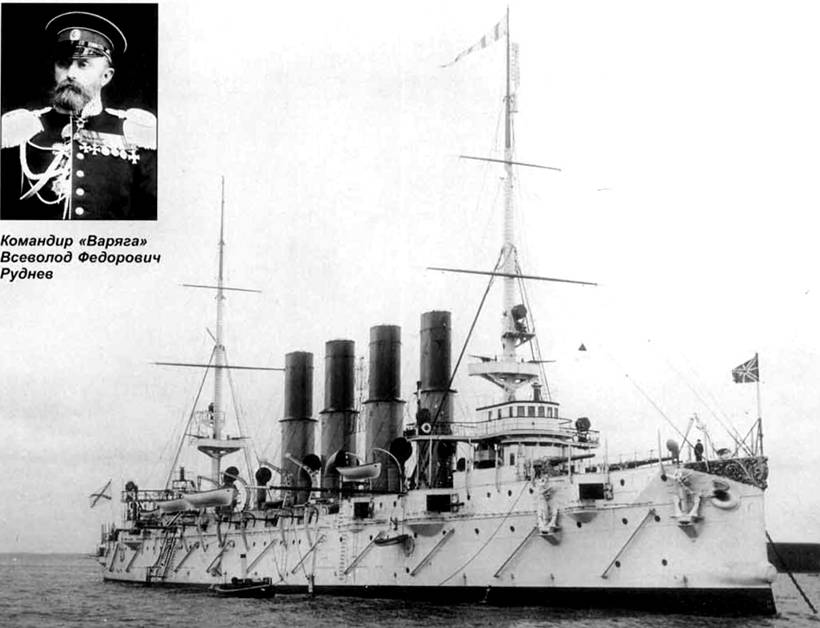
Admiraal Vsevolod Roednev met de kruiser Varjag

Op 26 januari 1904 bereikte het Japanse eskader bestaande uit zes kruisers en acht mijnenleggers de baai van Chemulpo. Het eskader stond onder commando van viceadmiraal Uryū Sotokichi. Dit was het begin van de Japanse inval in Korea. Chemulpo was destijds een neutrale haven waar alle Europese mogendheden militair vertegenwoordigd werden door een of twee slagschepen, deze moesten de macht van hun land uitstralen en vormden een zichtbaar argument tijdens allerlei soorten onderhandelingen. Tussen Italiaanse, Duitse, Britse en Amerikaanse slagschepen lagen ook drie Russische - twee militaire: kruiser "Varjag" (Viking), een verouderde kanonneerboot "Koreets" (Koreaan) en een bevoorradingsschip "Soengari".
Vroeg in de ochtend van 27 januari kreeg de kapitein van de Varjag een ultimatum van Japanse viceadmiraal met een eis om de haven voor de middag te verlaten anders dreigden Japanners vuur te openen op de Russische schepen in de haven.
Kapitein Vsevolod Roednev gaf onmiddellijk orders aan de bemanningen om zich op een gevecht voor te bereiden. Varjag en Koreets liepen uit de haven en voeren naar het Japanse eskader. De Japanners eisten overgave, maar Varjag liet deze eis onbeantwoord. Zes Japanse kruisers openden het vuur. De post met afstandmeters was geraakt, daarom antwoordde de Varjag pas toen de afstand klein genoeg was geworden voor direct vuur.
De 14 Japanse schepen beschikten over meer dan vijf keer zo veel artillerie en zeven keer zo veel torpedolanceerinstallaties, maar toch slaagde de Varjag erin een mijnenlegger tot zinken te brengen en drie Japanse kruisers te beschadigen, waarvan er één terug moest naar Japan voor herstellingen die tot het einde van de oorlog duurden. De Varjag zelf was ook zwaar beschadigd en moest terugkeren naar Chemulpo. Daar hoopten de Russische zeelui hun schip te repareren om daarna het gevecht met het Japanse eskader voort te zetten. Toen bleek dat het schip niet meer strijdwaardig was. Bovendien waren veel bemanningsleden gewond of gedood. Roednev zelf was ook gewond aan het hoofd en besloot het schip te doen zinken. "Koreets" werd opgeblazen. Het gevecht van één schip tegen veertien was een heldendaad en wekte respect bij het Japanse opperbevel. Daarom werden Russische gewonden samen met de Japanse gewonden verzorgd en daarna naar Rusland geëvacueerd. Naast tal van Russische onderscheidingen werd in 1907 de kapitein van de Varjag V. F. Roednev als een van de eerste Europeanen onderscheiden met de Japanse Orde van de Rijzende Zon.

### Aanval op Port Arthur

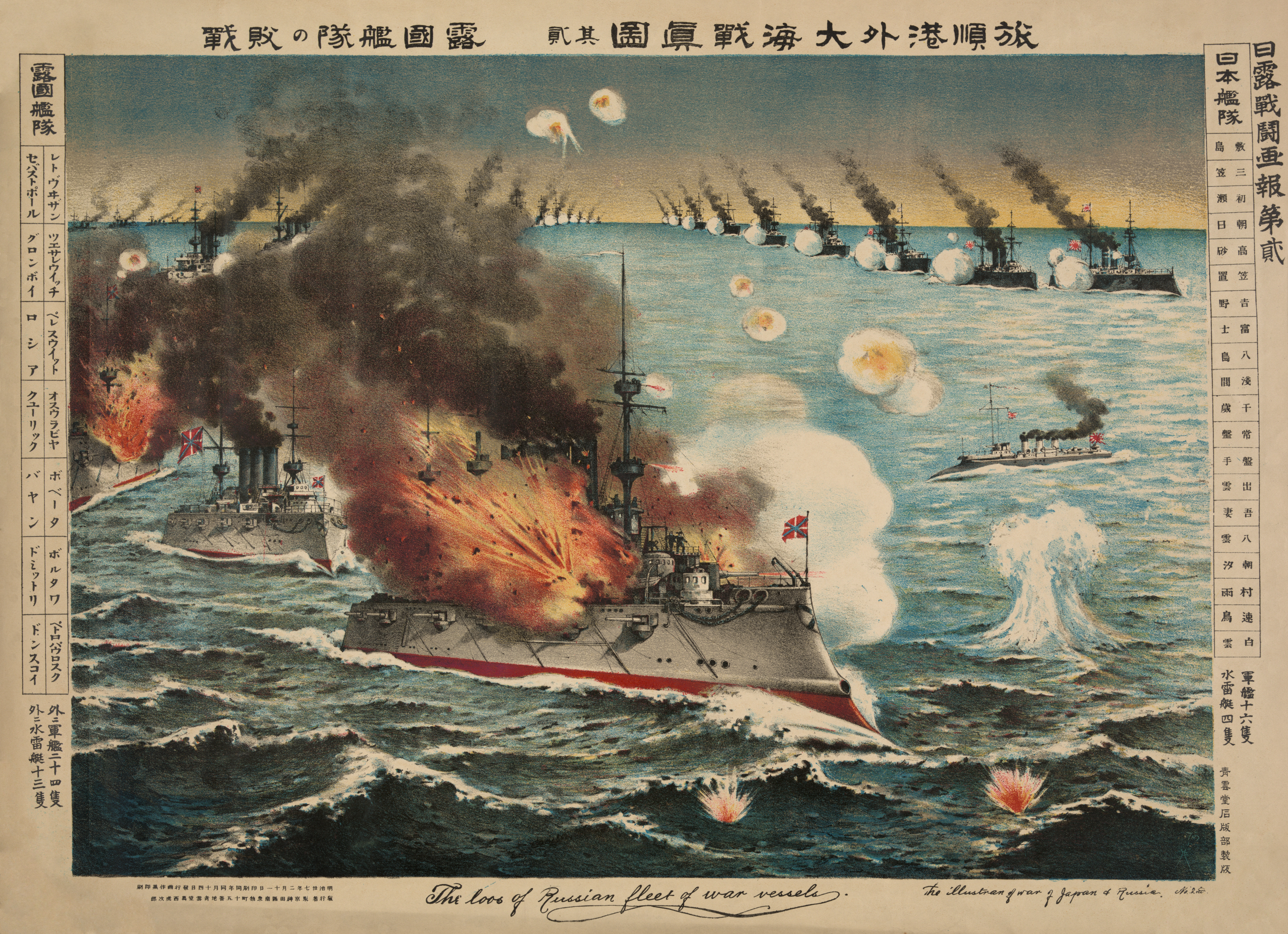
De aanval op Port Arthur.

Japan beëindigde zijn diplomatieke betrekkingen met Rusland op 5 februari 1904. Viceadmiraal Heihachiro Togo vertrok naar Port Arthur. Tegelijkertijd vertrok viceadmiraal Uryū Sotokichi met 3000 man troepen van de 12e divisie om te landen bij de Koreaanse haven Incheon. De aanwezigheid van buitenlandse schepen zorgde ervoor dat de Japanse vloot de Russische schepen bij Port Arthur niet kon aanvallen. Omwille van politieke redenen wilden de Russen niet als eersten het vuur openen.
Net voor middernacht op de 8e februari begon de Japanse aanval dankzij informatie van de Britse spion Sidney George Reilly, die feitelijk tegen de oorlog was. Verschillende Russische schepen werden vernietigd. De Russische reactie was traag en de Japanse schepen konden zich gemakkelijk terugtrekken.

### Japanse suprematie op zee en de landing van het Japanse leger

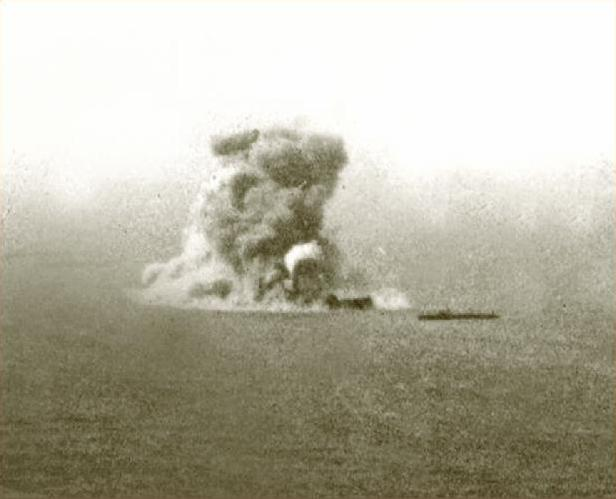
Het Russische vlaggenschip Petropavlovsk is op twee zeemijnen gelopen en zinkt.

De dag na de eerste aanval op Port Arthur bombardeerde Togo’s vloot de stad, de kustbatterijen en de Russische schepen. De Russen schoten terug, maar slechts enkele Japanse schepen ondervonden schade.
Ondertussen was er slechts minieme internationale verontwaardiging over de Japanse aanval. Hoewel de oorlog verklaard was na de aanval op Port Arthur, bleef de internationale reactie erg positief. De Russische vloot zelf had amper actie ondernomen op de Novik na. Het moreel van de Russische Marine verbeterde toen viceadmiraal Stepan Makarov het bevel kreeg over de vloot. Makarov was een held die gevochten had in de Russisch-Turkse Oorlog van 1877 en was een gerespecteerde militair. Makarov reorganiseerde de Russische vloot en toonde blijk van veel meer initiatief en inzicht dan zijn voorganger viceadmiraal Oskar Victorovich Stark.
Op 12 april werd Makarov echter met zijn vloot weggelokt, recht in een mijnenveld dat was gelegd door de Japanse Koru-Maru. Het vlaggenschip, de Petropavlovsk, zonk en Makarov verdronk. De Russische scheepsbemanningen waren nu gedemoraliseerd door het verliezen van hun bevelhebber en Makarovs opvolger Vilgelm Vitgeft kreeg bevel van de onderkoning Jevgeni Ivanovitsj Aleksejev om een defensieve houding aan te nemen en risico’s te vermijden.
Togo kwam nu voor een probleem te staan. Port Arthur werd goed verdedigd en zou zolang de Russische vloot in de verdediging bleef, slechts via land kunnen worden ingenomen. Een groep van 12 handelsschepen, volgeladen met stenen, beton en explosieven werden voortijdig vernietigd door zowel een storm als de Russische vloot. Niettemin meldde Togo dat de haveningang gesloten was en dat de landing kon beginnen.
Op 5 mei begon het Japanse Tweede Leger te landen in Korea, op zo'n 96 kilometer van Port Arthur. Het Russische Leger belemmerde de landing niet en de weloverwogen gok van Togo wierp zijn vruchten af. De Russische vloot durfde niet tussenbeide te komen. De spoorlijn werd afgesloten en enkel roekeloze schepen konden nog met enige regelmaat door de blokkades breken om Port Arthur voorraden te brengen.

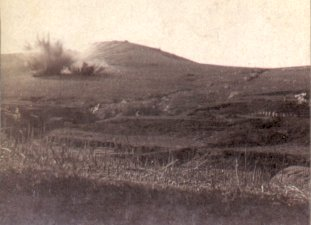
Russisch 500 pond explosief ontploft in de buurt van de Japanse belegeringskanonnen bij Port Arthur.

De Japanners waren van plan om op te rukken naar de Yalu-rivier, deze over te steken en dan de Russische strijdkrachten aan te vallen, terwijl het Japanse Tweede Leger landde om Port Arthur volledig af te snijden.
De Russische Opperbevelhebber was Aleksej Koeropatkin. Koeropatkin had in 1903 het Japanse Leger tijdens een bezoek geobserveerd en was vastbesloten de Japanners niet te onderschatten. Hij besloot grote confrontaties uit te weg te gaan en te wachten op de versterkingen die hem beloofd waren. Zijn officierenkader onderschatte echter voortdurend de Japanse tegenstander, verregaande verschijnselen van incompetentie en de rivaliteit binnen het opperbevel zelf vormden eveneens een grote handicap.

### Slag bij de Yalu-rivier

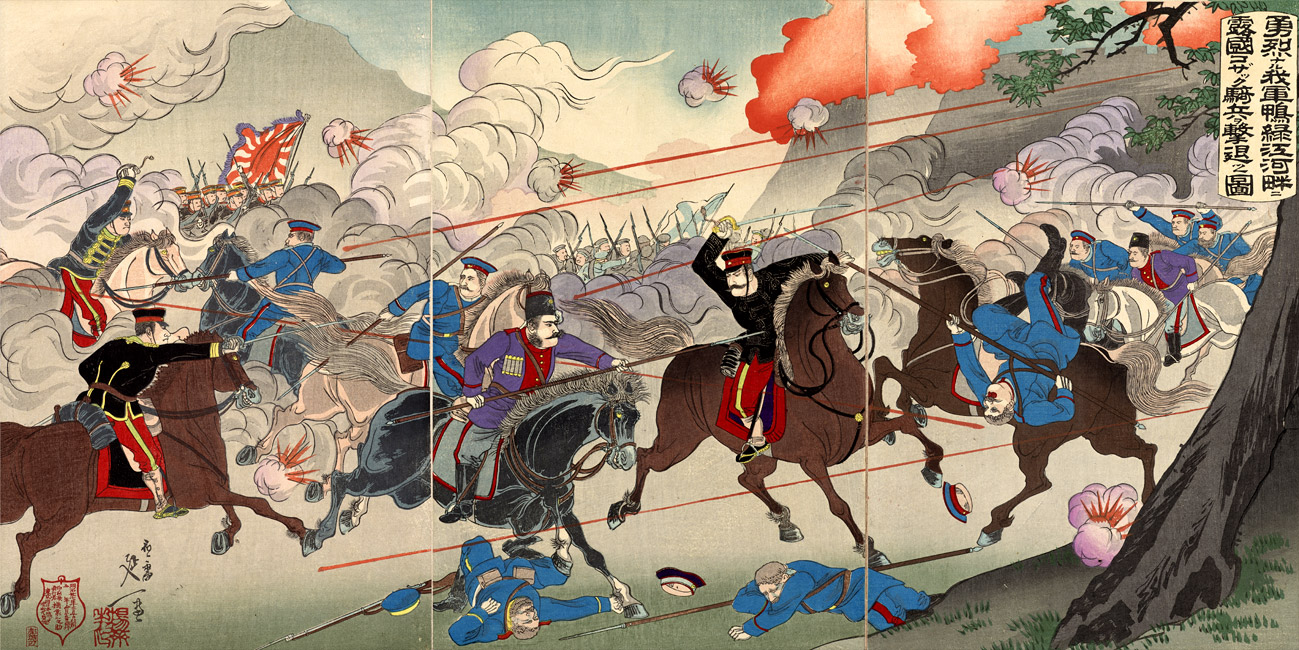
De Slag bij de Yalu-rivier verschafte de Japanners toegang tot Mantsjoerije.

De Japanse troepen bereidden zich in alle geheim voor op de veldslag bij de rivier de Yalu. Gebruikmakend van de nacht en de natuurlijke dekking die het reliëf bood, bleven ze grotendeels ongezien in hun handelingen. De Russen echter verborgen noch hun troepen, noch hun artillerie, noch hun posities. In de nacht van 29 op 30 april begon generaal Kuroki Tamemoto aan zijn laatste voorbereidingen. Dankzij zijn Krupp-houwitsers en gesteund door de artillerie kon hij in een beschieting, die een half uur duurde, het Russische geschut buiten werking stellen. Er werd gevochten tot de volgende dag en toen trokken de Russen zich terug.
De internationale opinie was verbaasd over deze overwinning. Het kwam de reputatie van het Japanse militaire apparaat ten goede dat nu als evenwaardig werd gezien aan dat van de westerse mogendheden. Het bewijs dat de Japanse troepen konden winnen van de Russen vergemakkelijkte het aangaan van leningen in Europa. Dankzij deze leningen konden de Japanse oorlogsinspanningen makkelijker worden volgehouden.
Ondertussen was het Japanse Tweede Leger geland en Port Arthur werd hierdoor helemaal afgesneden. De Japanse vloot werd halverwege mei een zware slag toegebracht toen twee slagschepen verloren gingen in een Russisch mijnenveld. Hierdoor verloor Togo een derde van zijn hoofdstrijdmacht.

### Slag bij Nanshan

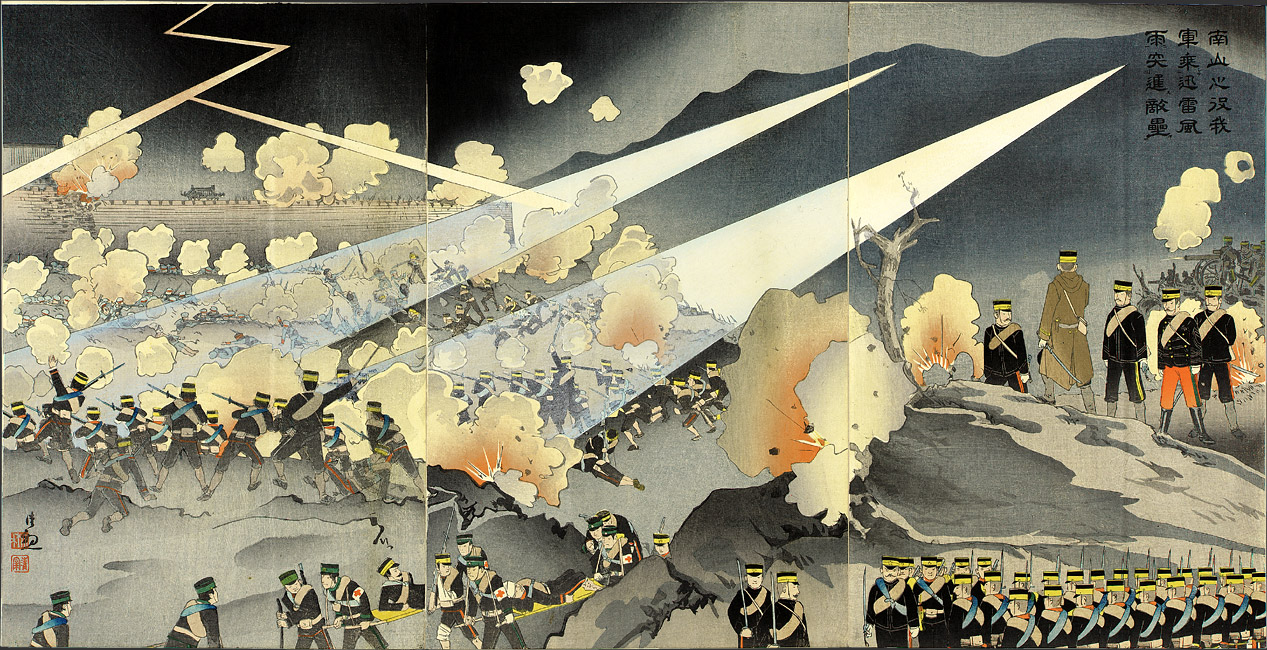
De Slag bij Nanshan sneed Port Arthur af van bevoorrading over het spoor.

De Russische verdediging tegenover het Japanse Tweede Leger was zwak. De Russen boden hardnekkig weerstand, maar uiteindelijk moest de Russische bevelhebber Aleksander Fok de terugtocht bevelen. Slechte communicatie maar ook incompetentie hadden de Russen de strijd doen verliezen. De Japanse overwinning bij Nanshan leidde ertoe dat Port Arthur afgesneden was van de spoorlijn. De bevoorrading van Port Arthur werd nu moeilijk.

### Generaal Nogi

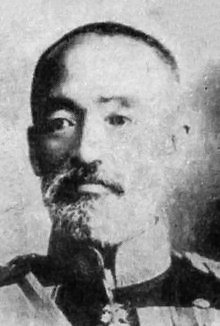
Generaal Maresuke Nogi nam na zes maanden belegering Port Arthur in, maar verloor zijn beide zonen.

Het Japanse Derde Leger werd opgericht bestaande uit de 9e en 11e divisies. Het bevel van deze troepenmacht werd gegeven aan Generaal Maresuke Nogi. Nogi had in 1894 met slechts één regiment Port Arthur ingenomen. De logica was, dat, wanneer Port Arthur viel, de Russische Vloot automatisch ook zou verloren gaan. Nogi en zijn officieren dachten dat Port Arthur net zo gemakkelijk zou vallen als 10 jaar eerder. Dit bleek een misrekening.
In Port Arthur was de situatie verward. Luitenant-generaal Konstantin Smirnov kreeg bevel de gouverneur, luitenant-generaal Anatoly Stessel, te vervangen, maar deze laatste interpreteerde deze orders anders. Volgens Stessel werd Smirnov zijn ondergeschikte. Stessel annuleerde bevelen van Smirnov, weigerde hem voorraden ter beschikking te stellen en ruziede regelmatig met Smirnov over welke aanpak vereist was.
Dit kwam de Japanners al snel ter ore en kon Nogi en Togo alleen maar helpen bij het bereiken van hun doelstellingen. Een verdeelde Russische verdediging was immers een inefficiënte verdediging.

### Reactie van Rusland
Aleksej Koeropatkin besloot om niet op te rukken om Port Arthur te ontzetten. Het tweede vlooteskader met als kern zeven slagschepen vertrok naar Port Arthur om door de blokkade van Togo’s vloot te breken. Togo was zich hiervan bewust en liet op 30 mei zeemijnen leggen om de vloot te Port Arthur en Vladivostok te weren. Vilgelm Vitgeft waagde een poging om de blokkade van Port Arthur te doorbreken, maar al snel trok de Russische vloot zich terug in de veiligheid van de haven. De vloot van Vladivostok was echter succesvoller en bereikte zelfs de baai van Tokio. Ze vernietigden verschillende Japanse transportschepen, die onder andere treinen, zware artillerie en andere vitale goederen vervoerden, en keerden naar Vladivostok terug.
Het Eerste Siberische Korps van generaal Georgii Stackelberg rukte op om Port Arthur te ontzetten. Kolonel Akashi informeerde Tokyo over deze actie. In de Slag bij Te-Li-Ssu kwam het tot een treffen tussen de troepen van Stackelberg en generaal Oku Yasukata. De Russen leden een zware nederlaag en de poging om Port Arthur te ontzetten werd verijdeld. Tegen eind juni had Japan vier kleine legers op het Aziatische vasteland.
In de vallei van de Sha Ho-rivier troffen Russische troepen de aanvallende Japanse strijdmacht. De Japanse troepen overwonnen de Russische verdedigers en dwongen hen tot de aftocht. De Russische bevelhebber Fjodor Keller kwam om in dit treffen.
Ondertussen had het Japanse Derde Leger nieuwe artilleriestukken gekregen en de Russen teruggedreven naar hun laatste verdedigingslinie. Haast de hele stad en de haven lagen nu binnen het bereik van de Japanse artillerie. De Tsaar beval admiraal Vitgeft om te trachten uit te breken met de vloot en naar Vladivostok te varen. Vitgeft gehoorzaamde en kwam tegenover admiraal Togo te liggen, die deze uitval had verwacht.

### Slag op de Gele Zee

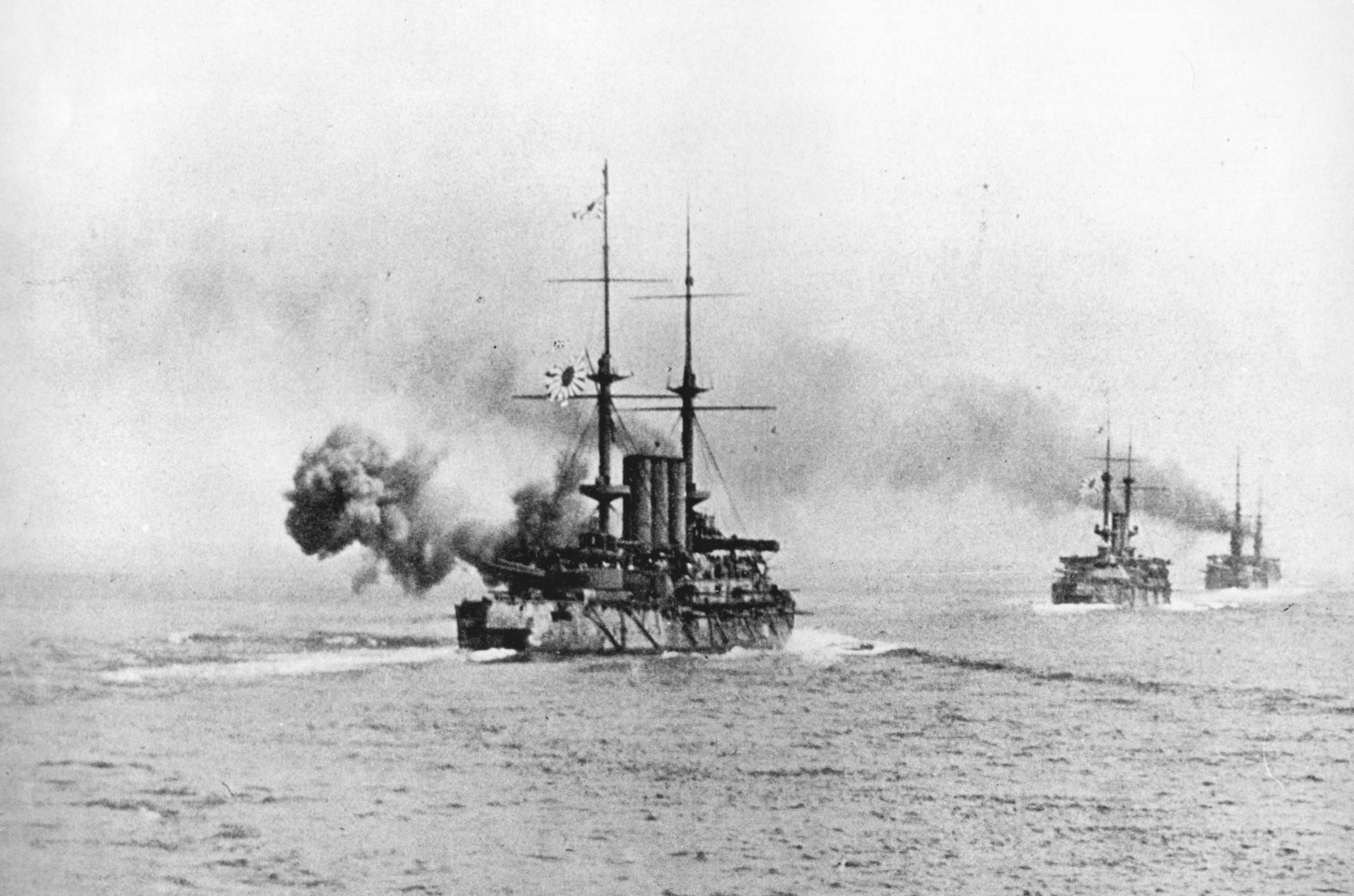
De Shikishima vuurt granaten van 305 mm tijdens de slag op de Gele Zee.

Admiraal Heihachiro Togo’s prioriteit lag bij het intact houden van zijn vloot, hij kon geen ongeoorloofde verliezen lijden. Na een eerste uitwisseling van salvo’s trok Togo een groot deel van zijn vloot terug en liet zijn lichtere schepen ’s nachts met torpedo’s en zeemijnen de vijand schade berokkenen. Gedurende de volgende dag kwam het opnieuw tot een treffen, waarbij beide kanten schade leden. Een uur voor de dageraad raakte de Asahi de brug van het Russische vlaggenschip Tsesarevitsj met een 305 mm granaat. Admiraal Vilgelm Vitgeft kwam daarbij om. De Russen trokken zich terug. Teruggedrongen in de haven, hadden de Russen een slagschip, twee kruisers en drie fregatten verloren in de strijd en tijdens de terugtocht.
De verliezen waren nog beperkt gebleven maar de Russische nederlaag bleef niet zonder gevolgen. Robert N. Viren kreeg het bevel over de vloot en weigerde nog uitvallen te doen. De zware kanonnen van zijn schepen werden overgebracht naar de forten van Port Arthur. De defensieve houding van de Russen was nu overduidelijk.

### Beleg van Port Arthur

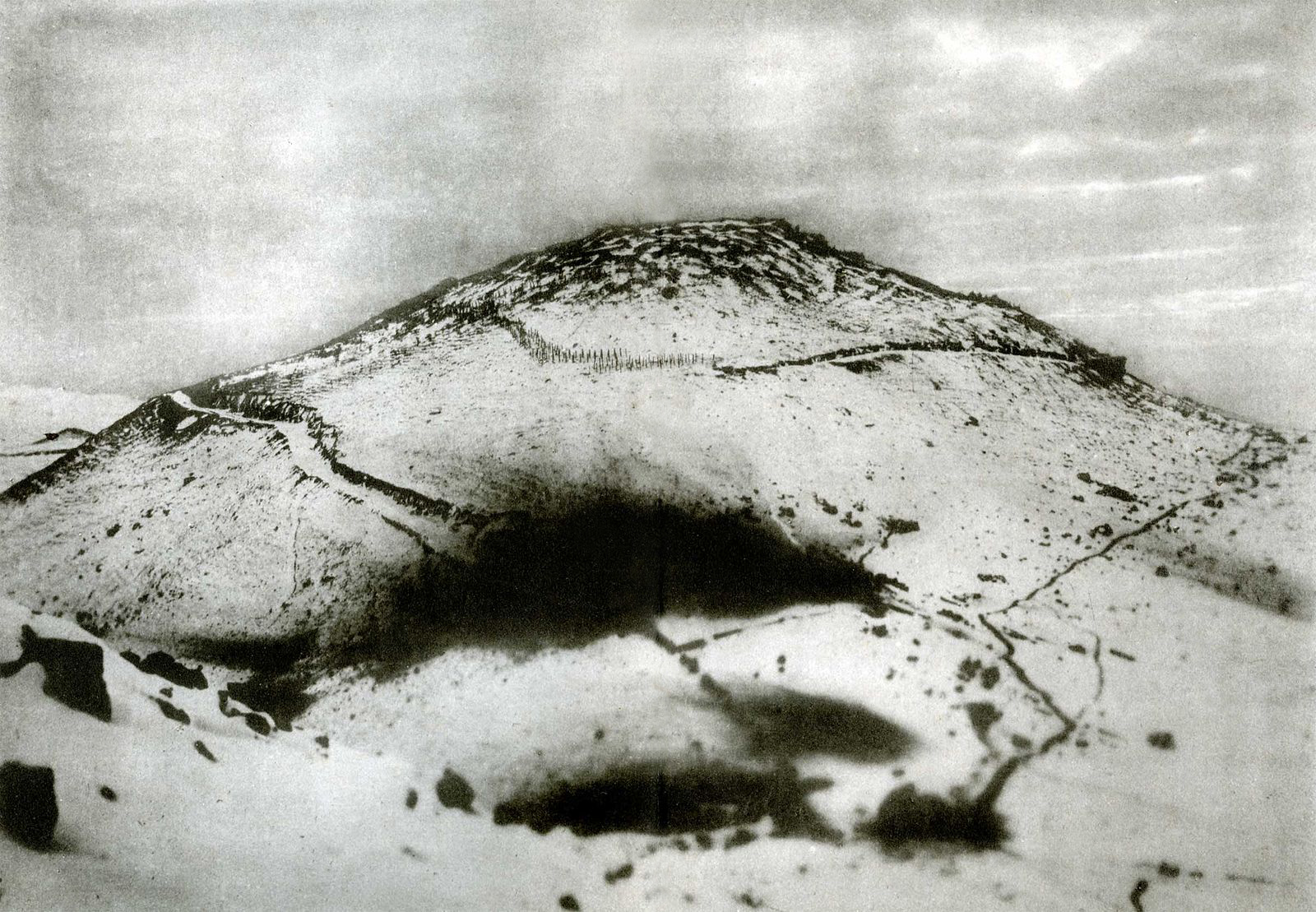
De heuvel van 203 meter besliste het Beleg van Port Arthur.

In Port Arthur zelf was de situatie nog steeds zeer chaotisch. Stessel negeerde de bevelen van Aleksej Koeropatkin en weigerde zijn positie af te staan aan Smirnov. De bevoorrading werd zwaar bemoeilijkt door de blokkade.
In Port Arthur waren 45.000 soldaten en heel wat achtergebleven burgers. De verdedigingswerken bestonden uit kustforten, oude Chinese forten op de landzijde, en onvolledige Russische versterkingen en artillerieposities. Troepen hadden tussen februari en augustus extra versterkingen aangelegd en de bestaande verbeterd. Kanonnen van de schepen werden gebruikt voor de versterking van de verdedigingswerken.
Bij Port Arthur bleken de inlichtingen die de Japanse legerleiding had, beperkt vergeleken met informatie over Mantsjoerije. De verdedigingswerken werden mogelijk overschat. Na een mislukte poging om het fort met geweld te nemen, besloot Nogi te kiezen voor een lange belegering.

### Slag bij Liaoyang

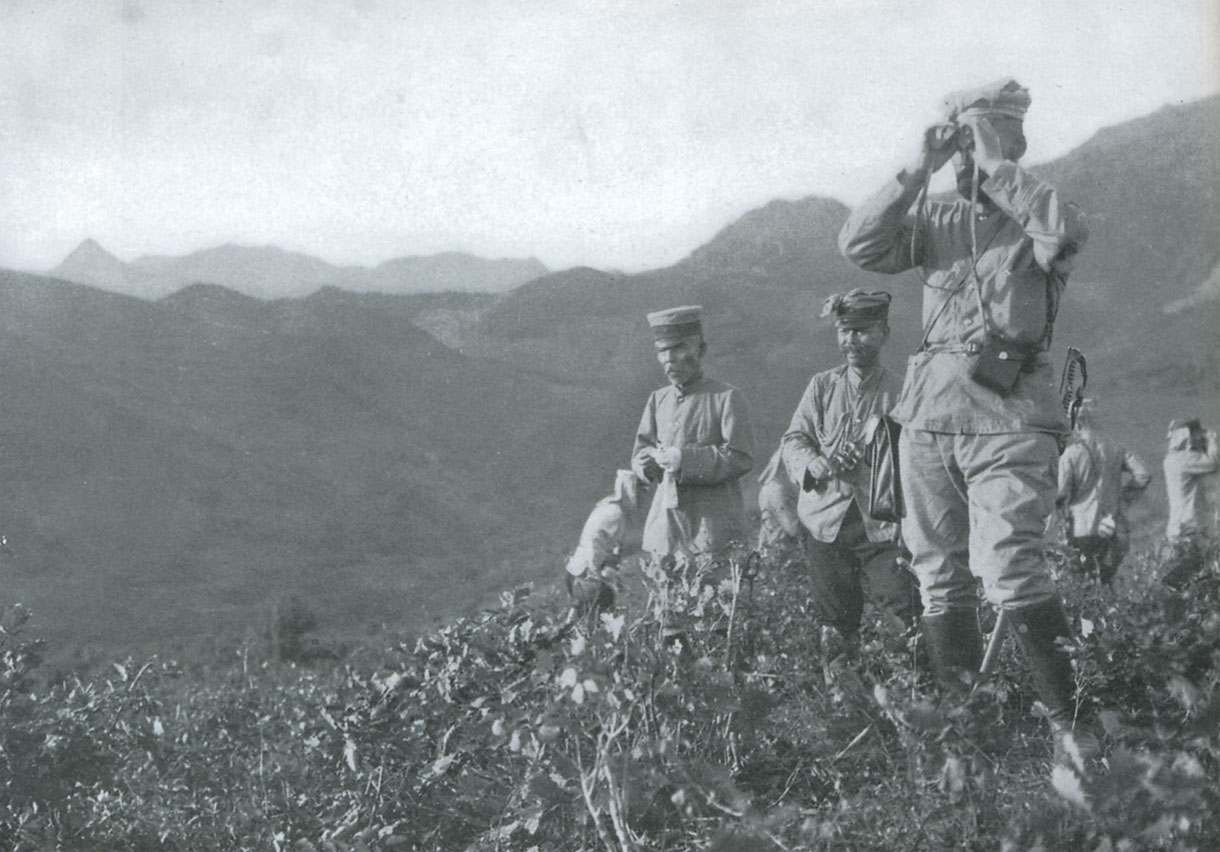
Generaal Kuroki Tamemoto met zijn stafchef Shigeta Fujii in de slag bij Liaoyang.

Bij Liaoyang was Koeropatkin zo slecht geïnformeerd, dat hij dacht dat hij numeriek sterk in de minderheid was, terwijl hij juist de overhand had. De Japanse inlichtingendienst, geholpen door Chinezen, was echter op de hoogte van de Russische mankracht en opstelling. Koeropatkin koos voor de verdediging terwijl Oyama Iwao, de Japanse bevelhebber, besloot aan te vallen voordat er nog meer Russen arriveerden.
Op 26 augustus, de eerste dag van de strijd viel de Hung-Sha Pas en hierdoor trok Koeropatkin zijn gehele buitenste verdedigingslinie terug. Tegen 29 augustus waren de Russen bij hun tweede verdedigingslinie. Een tekort aan goede kaarten van het gebied speelde de Russen parten aangezien ze weinig kennis hadden van de streek.
Uiteindelijk werd de situatie voor beide legers kritiek. De Japanners riskeerden afgesneden te worden en Koeropatkin, wiens Eerste Siberische Korps uitgeput was, weigerde zijn reserves te gebruiken. De Russische bevelhebber dacht nog steeds dat zijn tegenstanders in de meerderheid waren. Uiteindelijk trokken de Russen zich terug. Hoewel hij minder verliezen had geleden dan de Japanners, had een numeriek inferieure tegenstander hem teruggedreven.
Op 24 september richtte de Tsaar het Tweede Mantsjoerische Leger op onder het bevel van generaal Oskar Grippenberg.

### Slag bij de Shaho

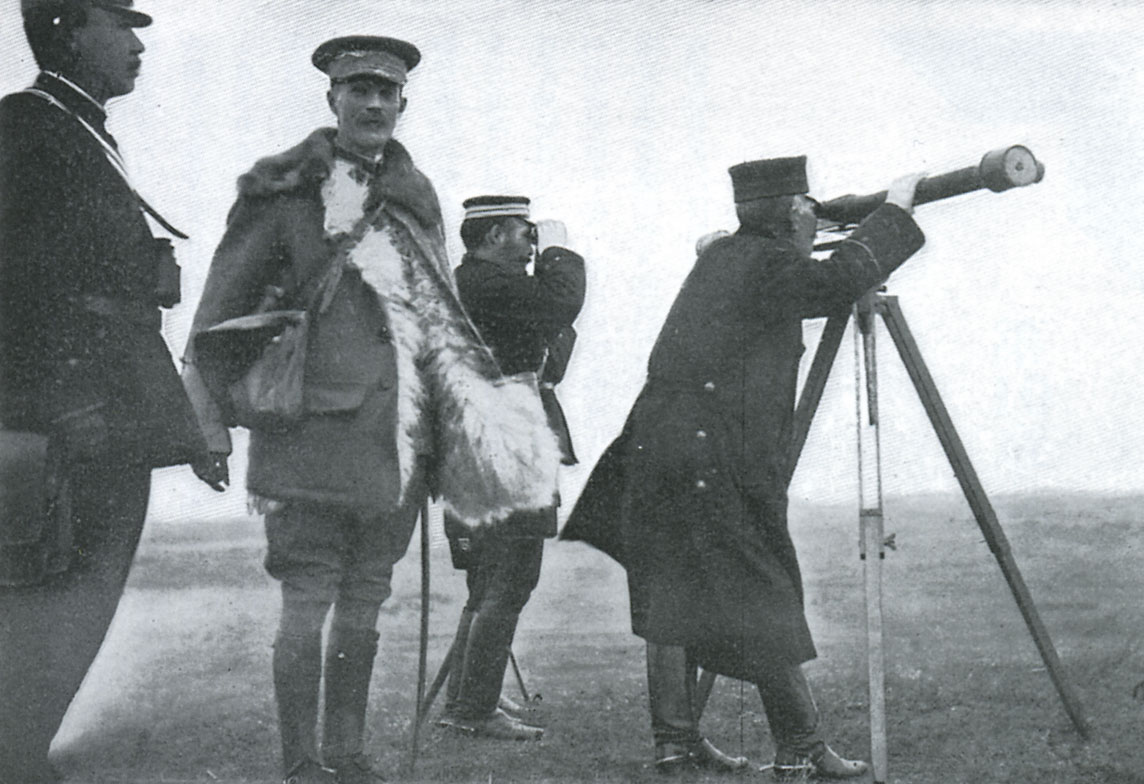
De Japanse generaal Kuroki Tamemoto met de Britse generaal Sir Ian Hamilton tijdens de Slag bij Sha Ho.

De Japanners stonden op het punt om Port Arthur veroveren. Koeropatkin had versterkingen gekregen en besefte, dat Nogi met zijn Derde Leger de Japanse troepen zou komen versterken nadat hij Port Arthur had ingenomen.
In de Slag bij Shaho langs de rivier Sha op ongeveer 32 kilometer van Mukden, verloren beide zijden veel troepen. De Russische verliezen lagen hoger dan de Japanse, maar de Russen konden gemakkelijker hun verliezen vervangen. De veldslag eindigde onbeslist, waarbij geen van beide zijden veel bereikte. Koeropatkin claimde, net als bij de vorige veldslag, de overwinning hoewel dit ten onrechte was. Koeropatkin kreeg pas nu het volledige opperbevel over alle strijdkrachten en Aleksejev werd ontheven uit zijn functie.

## Tweede fase: de vernedering van Rusland

### Winterconflicten en de val van Port Arthur
De slag bij de rivier de Sha-Ho had de Japanners gevaarlijk dicht bij een nederlaag gebracht. De verzwakking van hun troepenmacht en een tekort aan munitie dwong hen tot passiviteit. Net zoals het Russische Leger zocht het Japanse leger ook zijn winterkwartieren op. Zowel de Japanners als de Russen teerden op de plaatselijke bevolking om te voorzien in hun levensonderhoud, maar de gebruikte methode verschilde.
Rusland had zich zeer impopulair gemaakt door dorpen te vernielen voor voorraden en grondstoffen. De Chinese dorpen die overeind bleven, werden regelmatig door de Russen gedwongen voedsel, drank, brandstof en seks te leveren. Ziekte, dronkenschap en wangedrag zorgden voor problemen en conflicten met de lokale bevolking.
De Japanners eisten woningen op waarin troepen werden gelegerd, maar anders dan de Russen vernietigden ze geen woningen. Omdat ze hygiëne belangrijk vonden, maakten de Japanners badhuizen en verbeterden ze de riolen, de sanitaire voorzieningen en de wegen. Dit kwam de plaatselijke bevolking ten goede. Ook kreeg de plaatselijke bevolking gratis toegang tot een ziekenhuis. Het feit dat de Japanse troepen goed gevoed waren voorkwam plundering en bovendien was de discipline van de Japanse eenheden veel beter. Daarom waren de Chinezen eerder geneigd aan de Japanse bezetter informatie te verstrekken.
Ondertussen verschoof de aandacht terug naar Port Arthur waar 11-inch Krupp-houwitsers arriveerden om de Japanse artillerie daar te versterken. Kodama Gentarō, de stafchef van maarschalk Oyama Iwao plande de campagne. Kodama werd naar Port Arthur gestuurd waar Nogi al diens advies ter harte nam.
Na de inname van de strategisch belangrijke 203 meter heuvel, viel het ene fort na het andere door ondermijning. Uiteindelijk ging Anatoli Stessel akkoord met de overgave van Port Arthur. De voorwaarden van Nogi waren genereus. De burgers mochten vertrekken, de gewonden werden naar hospitalen gebracht en de officieren mochten ofwel krijgsgevangene worden ofwel, op voorwaarde van geen verdere deelname aan de oorlog, terugkeren naar huis. De Russische officieren die kozen voor terugkeer naar huis, duwden burgers, vooral vrouwen en kinderen, opzij om de beste plaatsen te hebben op de trein voor de terugreis. Dit incident schokte zowel de journalisten als de Japanners.
Tijdens de winter ontving Koeropatkin nieuwe voorraden en kreeg hij het bevel over drie legers onder Nikolai Linevitsj, Oskar Grippenberg en Alexander Kaulbars. De val van Port Arthur was een nederlaag maar veranderde tegelijkertijd de opdracht van Koeropatkin. Hij moest niet langer pogen om Port Arthur te ontzetten, maar zou weldra tegen het Japanse Derde Leger moeten vechten, dat in Port Arthur zijn missie volbracht had.
Koeropatkin besloot om zijn kozakken in te zetten om de Japanse aanvoer over het spoor aan te vallen. Deze cavalerie stond hoog aangeschreven maar werd vooralsnog weinig ingezet. De schade die deze cavalerie aanrichtte bleef echter beperkt tot het vernielen van wat bruggen, voorraden en treinen. Ondanks de inzet van 7500 kozakken draaide het op een grote teleurstelling uit. Slechte landkaarten en slecht weer zorgden ook hier weer voor problemen.

### Slag bij Sandepu

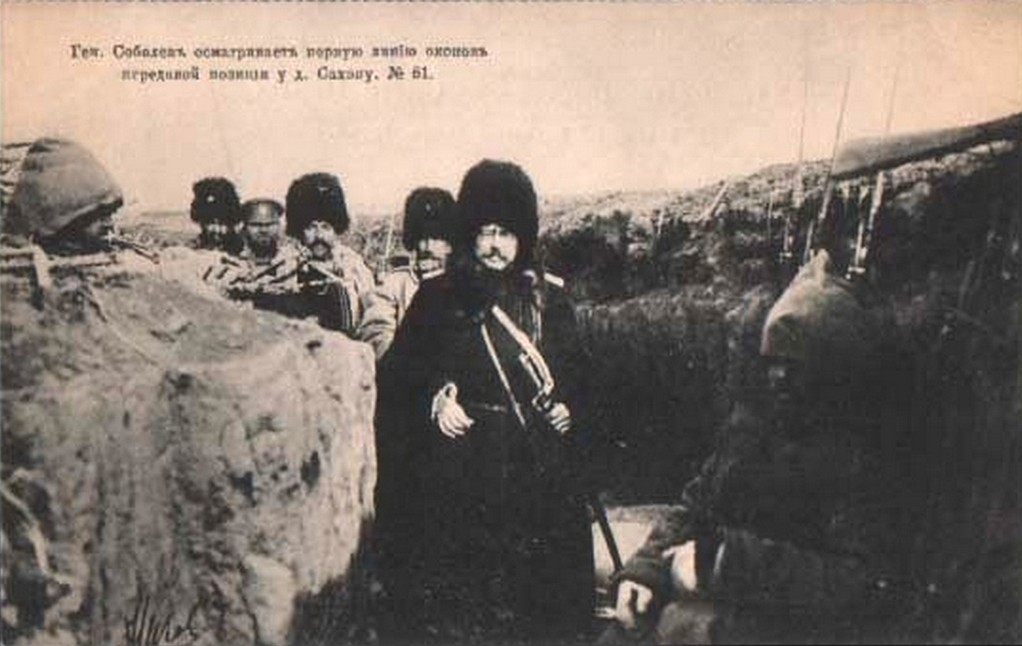
Russische officieren tijdens de slag bij Sandepu.

Koeropatkin deed op 19 januari het Tweede Leger oprukken. Het plan was de vijand te bevechten en te verslaan voordat het Japanse Derde Leger aankwam van Port Arthur. De slag bij Sandepu eindigde in een fiasco. Het dorp Sandepu werd niet bezet en Georgii Stackelberg werd vanwege insubordinatie uit zijn functie ontheven. Oskar Grippenberg meldde zich ziek, keerde terug naar Sint-Petersburg en leverde in de kranten kritiek op Aleksej Koeropatkin.

### Slag bij Mukden

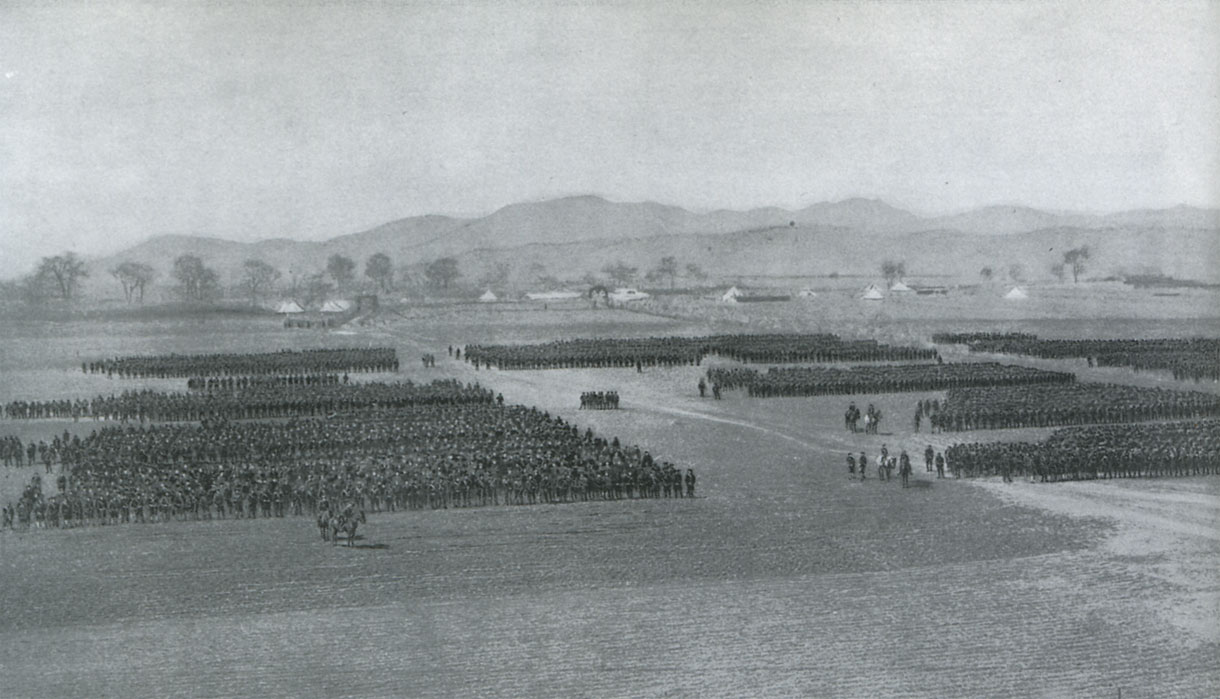
Een divisie van het Japanse 1e leger na de slag bij Mukden.

Oyama en Kodama waren in de minderheid in de Slag bij Mukden, net als bij Liaoyang. Ze besloten toch om zelf het initiatief te nemen en aan te vallen, omdat ze nu het Japanse Derde Leger was aangekomen een beslissende overwinning op het land wilden behalen voordat de Baltische Vloot zou aankomen.
Het Yalu Leger viel de Russische oostelijke flank aan als afleiding. Die afleidingsaanval misleidde Koeropatkin, die zijn oostelijke flank versterkte. Het Japanse Derde Leger begon dan de hoofdaanval op de westelijke flank. Met alle reserves weggelokt naar de oostelijke flank konden de Russen de hoofdaanval niet weerstaan. Koeropatkin beval de terugtocht en gaf Mukden op. De Japanse troepen waren uitgeput en Oyama zag af van een achtervolging. Opnieuw hadden de Japanse troepen gewonnen en opnieuw was de overwinning niet compleet.
De slag bij Mukden was toen een van de grootste veldslagen aller tijden: beide partijen hadden ruim 300.000 man ingezet. De Russen verloren ongeveer 25.000 doden, 25.000 gewonden en nog eens 40.000 krijgsgevangenen. De totale Japanse verliezen bedroegen ruim 40.000 man.
Als gevolg van de Slag bij Mukden werd Koeropatkin uit zijn functie ontheven, maar mocht hij toch nog het bevel blijven voeren van één leger. Hij en generaal Nikolai Linevitsj ruilden gewoon van functie.

### Slag bij Tsushima

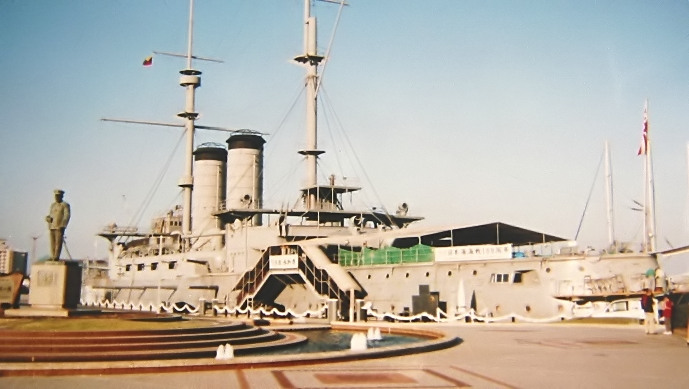
Het Japanse vlaggenschip Mikasa, voor de stad Yokosuka.

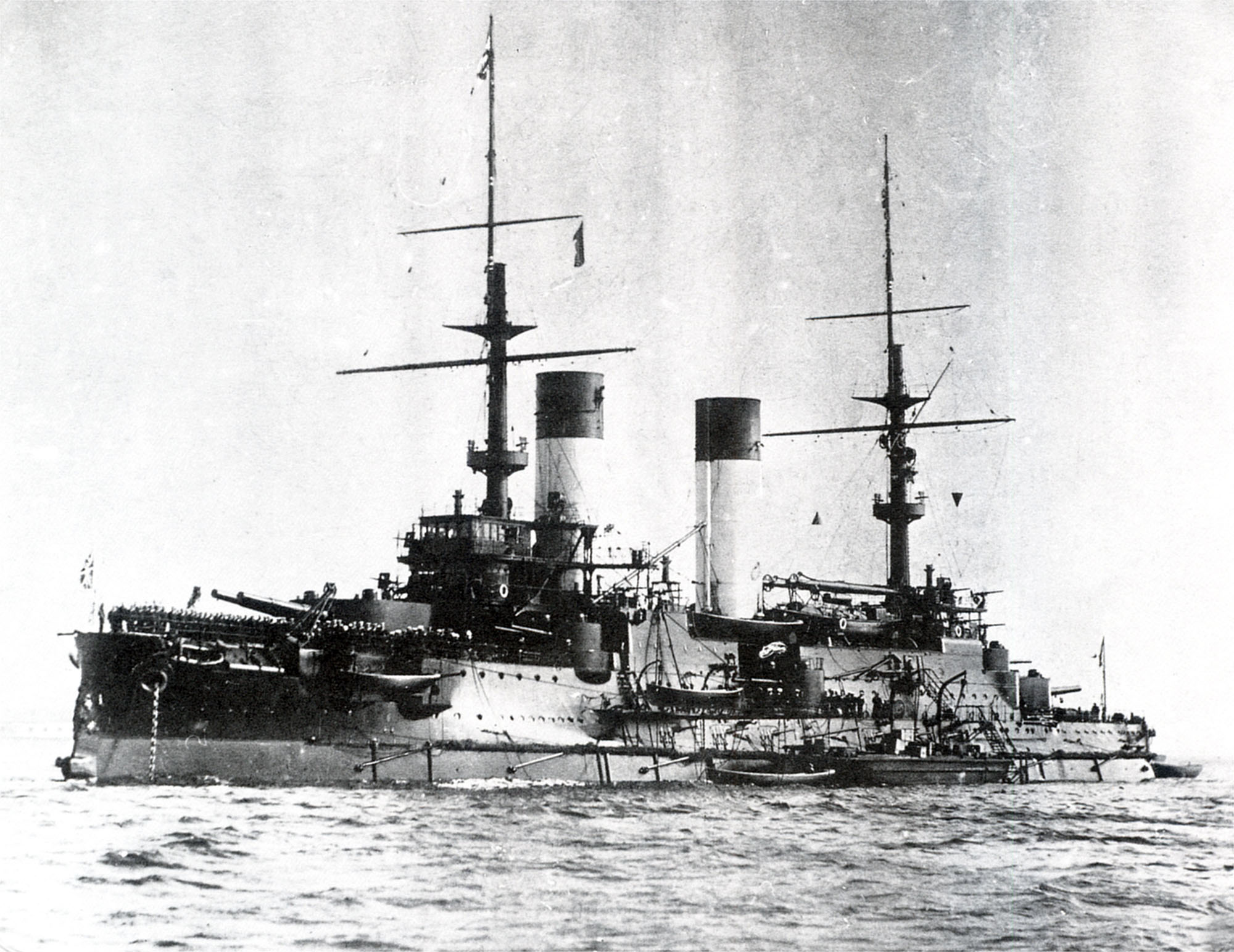
Het Russische vlaggenschip Knjaz Soevorov.

Het Russische Tweede Pacifisch Eskader (de hernoemde Baltische Vloot) voer zo'n 29.000 kilometer om Port Arthur te ontzetten. Het Tweede Pacifisch Eskader bestond uit 38 schepen waaronder acht slagschepen, waaronder vier nieuwe van de Borodino-klasse: het vlaggenschip Knjaz Soevorov onder kapitein Vasili V. Ignatsius, de Imperator Aleksander III onder kapitein Nikolaj M. Buchvostov, de Borodino onder kapitein Petr I. Serebrennikov en de Orel onder kapitein Nikolaj V. Jung en verder kruisers, torpedobootjagers en andere schepen.
Het demoraliserende nieuws dat Port Arthur al was gevallen, bereikte de vloot toen zij bij Madagaskar was. Admiraal Rozjestvensji's enige hoop was het bereiken van de haven van Vladivostok. Er waren drie routes mogelijk, waarvan de kortste en snelste via de Straat van Tsushima liep. Dit was echter ook de gevaarlijkste, aangezien deze route dicht langs de Japanse eilanden voerde. Tegen het einde van mei maakte de Russische vloot het laatste deel van haar reis naar Vladivostok. De Russen besloten om de kortere, gevaarlijkere route tussen Japan en Korea te nemen. De vloot reisde 's nachts om ontdekking te voorkomen.
Admiraal Togo was zich bewust van de Russische vorderingen en begreep dat na de val van Port Arthur de Tweede en Derde Pacifische Eskaders zouden proberen de enige andere Russische haven in het Verre Oosten, Vladivostok, te bereiken. Strijdplannen werden opgesteld en schepen werden gerepareerd en opnieuw uitgerust teneinde de vloot te kunnen onderscheppen. Het Japanse bewapende vrachtschip Shinano Maru nam een licht van het hospitaalschip Orjol waar en verwittigde Togo's hoofdkwartier per radio. Togo gaf de Gecombineerde Vloot ogenblikkelijk opdracht uit te varen. De Japanse Gecombineerde Vloot, die oorspronkelijke zes slagschepen omvatte, was nu teruggebracht tot vier slagschepen: er waren twee slagschepen verloren gegaan door zeemijnen. De vloot bezat echter nog wel haar kruisers, torpedobootjagers en torpedoboten. Dankzij een stroom van informatie van verkennende eenheden was de Japanse vloot in staat een gunstige tactische positie in te nemen.
De Japanners vielen de Russische Vloot aan in de Straat van Tsushima op 27 en 28 mei 1905. De Russische Vloot werd nagenoeg vernietigd. Zij verloor acht slagschepen en talloze andere schepen, en zo'n 5000 manschappen. De Japanse Vloot daarentegen verloor drie torpedoboten en 116 manschappen. Slechts drie Russische schepen wisten te ontsnappen naar Vladivostok. Na deze daverende overwinning bezette het Japanse Leger de gehele reeks eilanden van Sachalin teneinde de Russen te dwingen tot vredesbesprekingen.

### Revolutie in Rusland

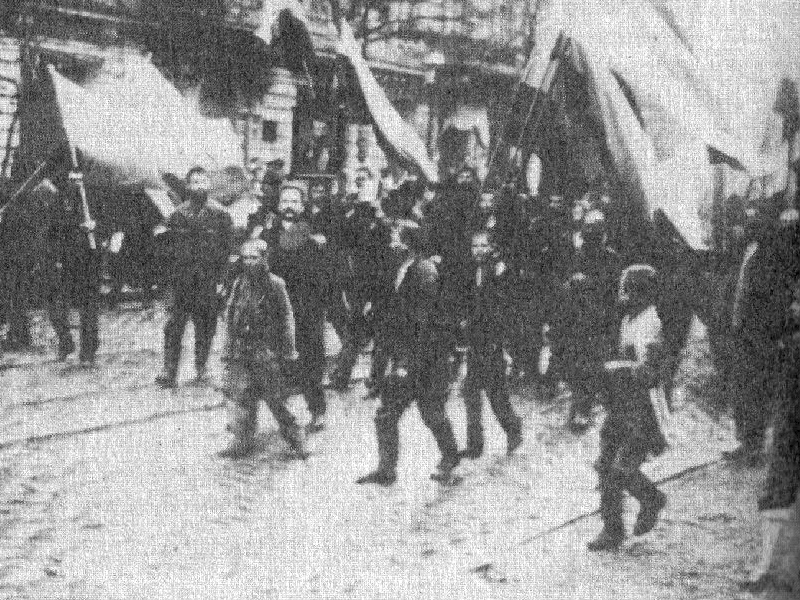
Demonstranten op Bloederige Zondag (1905).

Rusland was heel het jaar rusteloos geweest. De overgave van Port Arthur had een funeste invloed op de publieke opinie. Op 22 januari was er een opstand in Sint-Petersburg (Bloederige Zondag) waarbij de Russische politie en troepen op de opstandelingen schoten. De gouverneur van Moskou werd drie weken later vermoord bij een bomaanslag.
De nederlaag in de Slag bij Mukden en het fiasco in de Slag bij Tsushima verhoogden het risico op revolutie. Op verschillende plaatsen waren er manifestaties. De Japanse kolonel Akashi steunde opstandelingen in het geheim door duizenden wapens in Finland, de Kaukasus en de Baltische provincies binnen te smokkelen, waar nationalisten en revolutionairen acties ondernamen.
De Tsaar Nicolaas II van Rusland kwam onder grote druk en hoewel zijn echtgenote Alix van Hessen-Darmstadt en de generaals Koeropatkin en Linevitsj de oorlog wilden voortzetten, besloot hij hun adviezen naast zich neer te leggen. De Duitse Keizer Wilhelm II van Duitsland, die pro-Rusland was geweest tijdens het conflict, wilde het risico van een revolutie in Rusland vermijden en adviseerde de tsaar om naar vrede te streven. De vraag was immers of Japan sneller zonder geld kwam te zitten dan de tsaar zonder de steun van het volk. Rusland weigerde vernederd te worden en koos voor vredesonderhandelingen.

### Uitputting van Japan
Japan besefte al kort na het uitbreken van de oorlog dat het conflict een zware druk uitoefende op de Japanse maatschappij. De kosten liepen hoog op, maar dankzij de voordelige leningen die Japan bij zijn westerse ‘bondgenoten’ kon aangaan bleef de lange campagne mogelijk.
Niettemin slonken de oorlogsfinanciën en ook de reserves aan mankracht raakten uitgeput; de campagne kon niet veel langer voortgezet worden. Na de slag bij Tsushima dong Japan naar vrede, terwijl het de overhand had. President Theodore Roosevelt werd erbij gehaald om de onderhandelingen te begeleiden. Nog snel bezette Japan het Russische eiland Sachalin, waardoor het zijn onderhandelingspositie nog meer kon consolideren.

## Onderhandelingen

Het Verdrag van Portsmouth in 1905 van links naar rechts de Russen Korostovetz, Nabokov, delegatieleider Sergei Witte, Roman Rosen en Plançon tegenover de Japanners Adachi Mineichiro, Ochiai Kentaro, delegatieleider Komura Jutarō, Takahira Kogoro en Aimaro Sato.

Kodama had al snel ingezien dat het na de overwinning in de Slag bij Mukden alleen nog maar bergaf kon gaan. De Russische overmacht kon keer op keer worden verslagen, maar hoe verder men oprukken zou, hoe meer problemen er zouden ontstaan. Rusland zelf verplaatste troepen van het westen naar het oosten. Het werd Kodama duidelijk dat men het Russische leger niet definitief kon verslaan.
De Franse en Duitse steun aan Rusland was financieel veel beter en het leek er dus op dat ook economisch Rusland veel resistenter zou zijn wanneer het op een langdurig conflict aankwam. 53 procent van het jaarlijkse Japanse inkomen ging naar de oorlogsinspanningen en de druk was onhoudbaar geworden. Er was een algemene consensus dat Japan vrede moest nastreven om zijn belangen te consolideren. Tijdens de onderhandelingen was invloed en controle over Korea en Mantsjoerije fundamenteel, maar ook de vraag naar schadevergoedingen was van belang zodat de lege schatkist gevuld kon worden.

### Aanvang
Bij aanvang van het conflict was President Theodore Roosevelt pro Japan geweest maar doordat Japan zichzelf bewees als een grootmacht, die mogelijk Azië kon annexeren, vreesde Roosevelt ervoor dat de opmars van de Verenigde Staten bedreigd werd door die van Japan. Hij liet dus blijken dat Japan zou krijgen waar het recht op had maar niets meer of het zou tegenover een verenigd Westen komen te staan. Voor zijn bemiddeling ontving Roosevelt in 1906 de Nobelprijs voor de Vrede.

### Japan

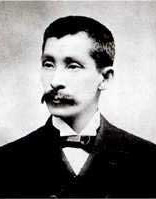
Komura Jutarō legde harde eisen op tafel.

Baron Komura Jutarō, een universitair van Harvard Law School, een ervaren diplomaat en een voorstander van de oorlog leidde de Japanse delegatie. De Japanners legden zwaardere eisen op tafel dan de Russen: Japan wilde absolute zeggenschap in Korea, Rusland moest Mantsjoerije verlaten, Rusland moest de oorlogsbuit erkennen, Rusland moest Sachalin afstaan, Rusland moest visserijrechten verlenen aan Japan langs de Russische kust en Rusland diende aan Japan herstelbetalingen te doen.

### Rusland

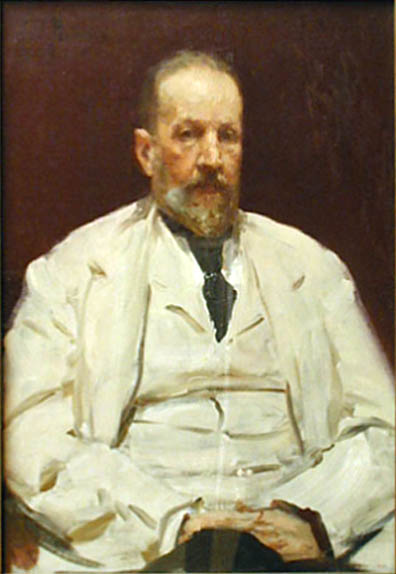
Sergej Witte, hier op portret door Ilja Repin, kon de schade voor Rusland beperken.

De Russische vredesdelegatie werd geleid door de voormalige minister van financiën Sergej Witte. Witte was ondanks zijn keurig voorkomen een arrogant en impopulair persoon. Niettemin was hij een begaafde onderhandelaar. Witte bespeelde de Amerikaanse publieke opinie en liet Rusland sterker overkomen dan het was. De Tsaar was bereid tot concessies maar zou geen financiële toegevingen doen. Herstelbetalingen waren helemaal uit den boze. Rusland was wel bereid om Japan de vrije hand te laten in Korea.

### Verdrag van Portsmouth
De eisen van beide kanten moesten geheim blijven, maar de Amerikaanse pers kwam de Japanse eisen te weten. De tsaar wilde Japan ertoe brengen om herstelbetalingen te blijven eisen zodat Rusland de oorlog kon voortzetten en Japan in financiële problemen zou komen. Amerika waarschuwde Japan voor dit gevaar en uiteindelijk gaf Japan toe. Op 5 september werd het Verdrag van Portsmouth ondertekend. Rusland ging akkoord met de Japanse eisen betreffende Korea. Japan verwierf rechten op het schiereiland Liaodong met onder meer Dalny en Port Arthur, het zuidelijk deel van de Trans-Mantsjoerische spoorlijn en het zuiden van Sachalin. De rechten van de Russen in de afgestane gebieden werden overgedragen aan Japan. Het was ongezien dat een verslagen land een dergelijk grote invloed op de onderhandelingen kon hebben.
Ondanks het feit dat de onderhandelingen voor Rusland erg rustig verliepen bleef de binnenlandse onrust toenemen. Maar ook Japan kende een tijd van onrust door het verliezen van de herstelbetalingen en de bevolking die leed onder de verhoogde belastingen. De Verenigde Staten waren door hun rol in de onderhandelingen in diskrediet geraakt bij vele Japanners.

## Effect van de Russisch-Japanse Oorlog (1904-1905)
De oorlog isoleerde Rusland. Enkel Duitsland en in een veel mindere mate Frankrijk, steunden Rusland. De Verenigde Staten, Groot-Brittannië en hun territoria steunden actief Japan. De internationale wereld had haast over de hele lijn de verrassingsaanval op Port Arthur verheerlijkt in plaats van hem te veroordelen.
Het onmiddellijke effect van de oorlog was lichter voor Rusland dan voor Japan, maar was op lange termijn veel meer voelbaar. Rusland voerde een lokale oorlog op grote afstand van de belangrijkste Russische centra. De druk op het leger, de voorraden en het multiculturele conflict in het Russische Rijk werden slechts licht verhoogd door de oorlog.
Japan daarentegen vocht dicht bij het thuisland en onderging een grotere druk op zijn bevolking en economie, omdat een groter deel van de bevolking militair werd ingezet en hogere belastingen nodig waren om de militaire inspanningen te betalen. De Japanse homogene bevolking was zelden misnoegd over haar lot.

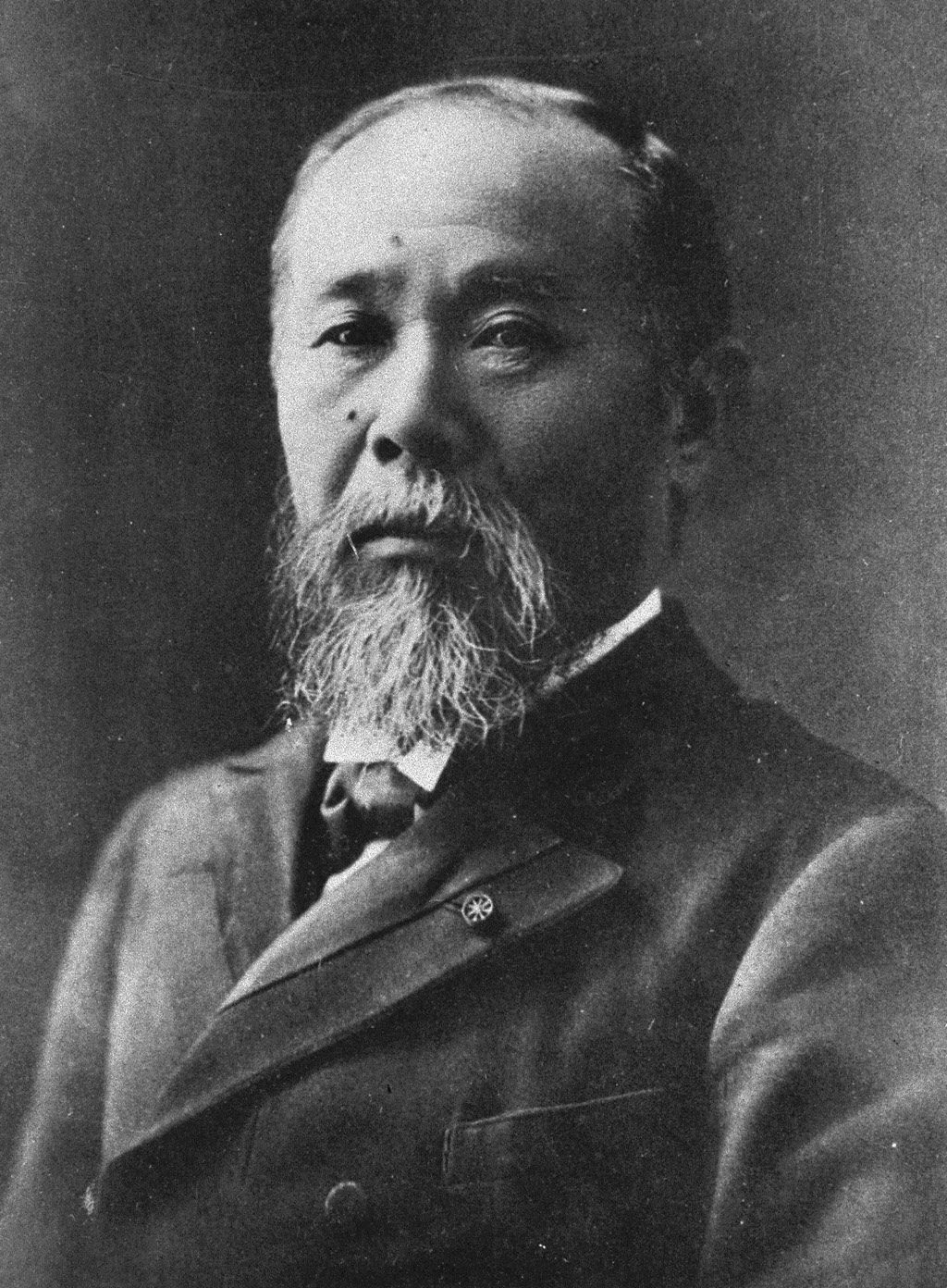
Itō Hirobumi was tegen de oorlog, maar steunde de regering na uitbraak van de oorlog.

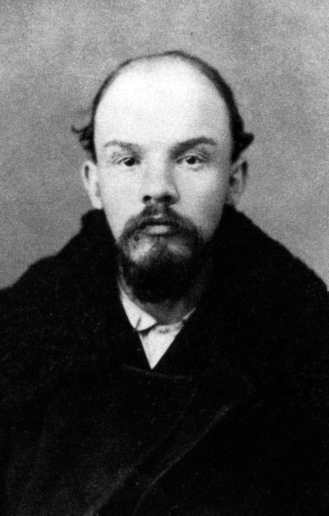
De revolutionair Vladimir Lenin greep de oorlog aan om het regime aan te vallen.

De Russische maatschappij had heel wat onrust gekend vóór de oorlog en figuren zoals Vladimir Lenin en bepaalde bevolkingsgroepen wensten maar al te graag de val van de Tsaar en zijn regime. Japan kende geen verdeeldheid. Zelfs de politieke tegenstanders van de oorlog zoals Hirobumi Ito, schaarden zich achter het conflict toen dit uitbrak. Japan stond verenigd in tijden van nood, Rusland was verdeeld zowel voor, tijdens als na het conflict. Zowel Rusland als Japan zag zichzelf als de ‘uitverkoren’ natie die, gedreven door een ideologie van nationalisme en imperialisme hun invloedssfeer wilden uitbreiden.
Rusland zag zichzelf als het jonge oosterse land dat de rest van het Oosten onder zich wilde verenigen. Tot zijn verbazing kreeg Rusland de rol van westerse mogendheid toebedeeld (zowel cultureel als geografisch) tegenover een oosters land dat de overwinning behaalde.
Pas in 1917 met de communistische staatsgreep stak een grote imperialistische toekomstvisie opnieuw de kop op. Het Japanse streven kwam dan weer voort uit de nationalistische drang om te bewijzen dat Japan een moderne natie was. Militarisme was tot 1945 verweven met de staat en zowel de verjaardag van de slag bij Mukden als die van de slag bij Tsushima werden gevierd als militaire feestdagen.
Generaal Nogi en Admiraal Togo kregen na verloop van tijd tempels. Theater en film verheerlijkten de heldenmoed en de overwinning over grote aantallen vijanden. Deze werden niet verbonden met discipline, inzicht of zwakke vijanden, maar integendeel met het abstracte idee van de mystieke en onoverwinnelijke Japanse ‘geest’. Dit idee werd versterkt door de overwinningen bij de Gele Zee en Tsushima. Het vormde een motivatie voor de veroveringsdrang van Japan.
De Russisch-Japanse Oorlog werd met uitzondering van het Russische eiland Sachalin, steeds op territoria uitgevochten die tot geen van beide partijen behoorde. Er waren weinig slachtoffers in verhouding tot de volledige bevolking van elke kant. De Russen verloren 31.630 soldaten en Japan 49.000. De gevolgen van het aantal gevallen soldaten bleven beperkt voor de maatschappij. De onrust in Rusland bestond al lang voor het conflict uitbrak en de nederlagen bij onder andere Mukden en Tsushima versterkten alleen de negatieve opinie van de bevolking op het beleid.
In Japan was de regering populair en kreeg ze de steun van het volk, maar de hoge belastingen, die de oorlog financierden, zorgden wel voor wrok en verbittering. Rusland, dat zware concessies moest doen, ontsnapte wel aan financiële terugbetalingen. Japan had op deze terugbetalingen gehoopt en als gevolg van het uitblijven ervan waren er kortstondig rellen. Het was vooral de lokale bevolking die het meeste leed onder de oorlog.

### Rusland
De vredesonderhandelingen bezorgden Japan een diepgaande invloed in Mantsjoerije (zie Mantsjoekwo) en Korea, maar bespaarden Rusland een financiële aderlating. De Tsaar maakte in reactie tegen de opkomende onrust, verdeeldheid en misnoegdheid, Witte tot graaf als beloning voor het goed afhandelen van de vredesonderhandelingen en beval hem constitutionele hervormingen te starten. Deze hervormingen leidden tot de oprichting van de Doema, een machteloos parlement. De zwakte van de Doema werd duidelijk tijdens de Eerste Wereldoorlog en de revoluties van 1917. Ook de hervormingen van het leger schoten tekort en slaagden er niet in het militaire apparaat van zijn zwaktes te ontdoen.

### Japan
Japan echter breidde zijn macht uit en had dankzij zijn overwinningen zowel op het land als ter zee, zichzelf verheven tot de positie van grootmacht. De eerste overwinning van een Aziatische natie tegenover een Europese grootmacht gaf een idealistische dynamiek aan de visies en bewegingen van anti-imperialisten zoals Gandhi in India of groepen in Indochina, Perzië en Birma. Toch bleek al snel dat Japan zelf een imperialistische weg wilde inslaan.
In Japan ging alle eer naar het leger, wat een weergave was van de politieke macht van het opperbevel. Nochtans was het de vloot geweest die de grote overwinningen had behaald in de Russisch-Japanse Oorlog. Verschillende generaals kregen promotie maar Admiraal Togo werd pas Admiraal van de Vloot bij zijn dood in 1934. Het leger speelde al snel een dominante rol in het politieke leven en leverde drie eerste ministers: de generaals Hideki Tojo en Kōki Hirota, beide opgehangen voor oorlogsmisdaden in 1946 en admiraal Suzuki. Luitenant Isoroku Yamamoto, een marineofficier die diende onder Togo, voerde in de Tweede Wereldoorlog het bevel over de Japanse vloot. Ook in Rusland kreeg het leger nog veel krediet en Koeropatkin schopte het zelfs tot gouverneur.
In 1907 en 1910 zorgden de Russisch-Japanse afspraken voor een verdeling van macht en invloed. Japan erkende de Russische invloed in Mongolië en Noord-Mantsjoerije. Tegelijkertijd erkende Rusland de invloed van Japan in Korea en Zuid-Mantsjoerije. Een factor die vele Europeanen pro-Japan hield, was de humane behandeling van gevangenen en van vijandelijke gewonden. Sommige Russen vonden dat de levensomstandigheden tijdens hun gevangenschap net zo goed of zelfs beter waren dan de manier waarop de Russische officieren hun troepen behandelden. Maar ook de Russen waren opvallend humaan in hun behandeling van Japanse gevangenen en gewonden. Het contrast met het gruwelijke en oneervolle gedrag van zowel Japan als Rusland tegenover gevangenen en gewonden in de Tweede Wereldoorlog valt op.

### Wraak
Communistisch Rusland was echter heel wat sterker dan het uitgeholde tsaristische Rusland van de Russisch-Japanse Oorlog. Het Rode Leger bewees Japan dat de gemakkelijke overwinningen niet langer mogelijk waren. Veertig jaar na de vernedering in de Russisch-Japanse Oorlog nam Rusland wraak. Na de nederlagen van Japan tijdens de Sovjet-Japanse Grensoorlog in 1938 en 1939 had Japan geen nieuwe pogingen ondernomen om het gebied ten noorden van Mantsjoekwo aan te vallen. In 1945, vlak voor de atoombommen op Hiroshima en Nagasaki, brak het Russische leger in een haastige invasie, Operatie Augustusstorm genoemd, met gemak door Noord-China en Mantsjoerije. De 925.000 soldaten van het Japanse Kanto-leger had nog maar weinig veteranen en kon nauwelijks weerstand bieden. Op 15 augustus 1945 erkende de Keizer van Japan dat zijn land mogelijk de oorlog zou verliezen en bood de capitulatie aan. Bij het einde van de vijandelijkheden hadden de Russen Dalny en Port Arthur terug in handen, alsmede het eiland Sachalin en de noordelijke helft van de Koerilen archipel. Bij dat laatste heeft Japan zich nooit helemaal neergelegd.

### Moderne oorlogvoering
Het grootste belang in de Russisch-Japanse Oorlog lag in de veranderingen op het gebied van het militaire denken. De technologie had drastische veranderingen doorgemaakt. Telegraaf en radio zorgden voor onmiddellijke communicatie. Bepantserde schepen, zoeklichten, elektrische geschutskoepels, primitieve torpedo’s en volledig door stoom aangedreven schepen waren radicale vernieuwingen voor de zeemacht. Onderzeeërs bestonden wel maar geen van beide zijden lijkt er in de Russisch-Japanse oorlog gebruik van gemaakt te hebben. Nieuwe geweren en betere artillerie doken op in de landlegers. Vooral het primitieve machinegeweer bleek een revolutie te zijn. Omdat de tank nog niet bestond en er in grote mate snelvuur werd bereikt met de infanteriewapens werd het belang van versterkingen, loopgraven en andere verdedigingswerken groter.
De Russisch-Japanse Oorlog toonde dat mobiliteit de regel was. Belegeringen en zware verdedigingswerken zoals bij Port Arthur vormden de uitzondering. In de Eerste Wereldoorlog bleek het tegenovergestelde wanneer men de nadruk legde op verdediging, defensieve posities opbouwen en zeer weinig mobiliteit. De Tweede Wereldoorlog onderstreepte wel de lessen van de Russisch-Japanse Oorlog. Men stapte af van de defensieve strategieën en de statische situatie zoals die zich veelal voordeed in de Eerste Wereldoorlog.
De slag bij Tsushima werd geïnterpreteerd als een overwinning verwezenlijkt door het massale treffen van oorlogsschepen. In werkelijkheid werd de oorlog op zee in de twee wereldoorlogen gewonnen door vele kleine schepen of zoals in de Tweede Wereldoorlog, door kleine groepen grote schepen. De wereld idealiseerde de Japanse capaciteiten en natuurlijk waren ook de Japanners geschokt door hun successen. Een fanatiek geloof in de spirituele kracht van de Japanse militair, voortkomend uit hun verbluffende overwinningen in de Russisch-Japanse Oorlog, leidde tot hun gok om in 1941 Pearl Harbor aan te vallen en zo de strijd met de Verenigde Staten van Amerika aan te gaan.

## Chronologisch overzicht van het conflict

### 1904
- 8 en 9 februari: Japanse marineaanval op Port Arthur. Japanse nachtelijke verrassingsaanval. Verschillende malen zal Japan proberen de haveningang te blokkeren: eind februari, in maart en in april.
- 10 februari: Japan verklaart officieel de oorlog aan Rusland.
- 12 februari: De eerste Japanse troepen landen in Korea. Het Japanse 1e leger van generaal Kuroki Tamemoto is aan land gegaan tegen 28 maart. Zij marcheren naar het noorden om een eerste veldslag uit te vechten met de Russische troepen van generaal Koeropatkin die een verdedigingslinie bezetten achter de rivier de Yalu.
- 13 april: Dood van Stepan Makarov wanneer het vlaggenschip van de Russische vloot bij Port Arthur zinkt. Gevolg: demoralisatie van de Russische vloot.
- 25 april – 2 mei: slag bij de Yalu. De Japanse overwinning helpt bij het verwerven van internationale financiële steun en verhindert dat de Russen vanuit Korea versterkingen sturen naar het schiereiland Liaodong.
- 5 mei: Het Japanse 2e leger van generaal Oku landt op het schiereiland Liaodong.
- 25-26 mei: slag bij Nanshan. De Russen bieden heftig weerstand, maar de munitievoorraad geraakt uitgeput. Generaal Aleksander Fok beveelt een haastige terugtocht.
- Begin juni: Het Japanse 3e leger van generaal Nogi rukt op naar de haven van Dalny met de bedoeling Port Arthur te isoleren.
- 14-15 juni: Slag bij Te-Li-Ssu. De Russen proberen het Japanse 2e leger te verslaan tussen Liaoyang en Port Arthur. Generaal Oku valt met de 3e, 4e en 5e divisie noordwaarts aan en verslaat het 1e Siberische korps van generaal Sjtakelberg. De Russen verliezen omvatten 477 doden, 2240 gewonden en 754 gevangenen plus 16 kanonnen. De Japanners telden 217 doden en 946 gewonden.
- Einde juni: Het Japanse 1e en 4e Leger marcheren richting Liaoyang. Generaal Koeropatkin evacueert de strategische Motienpas.
- 3 en 17 juli: Russische pogingen om de Motienpas te heroveren mislukken.
- 22 juli: De Japanse opperbevelhebber, Oyama en zijn stafchef Kodama arriveren bij het 2e leger.
- 26 juli: De Japanse aanval op Port Arthur door het 3e leger van generaal Nogi begint.
- 31 juli: Generaal Fjodor Keller rukt op tegen het Japanse Eerste Leger aan de zuidoostelijke toegangen tot Liaoyang. De voorbereidingen worden verstoord door een aanval van de Japanse 12e divisie van Generaal Inouye, die een tweemaal sterkere Russische strijdmacht terugdrijft.
- 10 augustus: Slag op de Gele Zee. Het Russische eskader van admiraal Vitgeft verlaat Port Arthur en levert slag tegen de Japanse vloot van admiraal Togo. Na de dood van admiraal Vitgeft op zijn zwaar gehavende vlaggenschip beveelt zijn secondant de terugtocht. Het Russische eskader blijft geblokkeerd in Port Arthur. Vele scheepskanonnen worden verwijderd om de landverdediging te versterken.
- 9 tot 24 augustus: De eerste frontale aanvallen van de Japanse generaal Nogi tegen de verdediging van Port Arthur zijn te overmoedig en hebben weinig succes. Nogi beveelt de belegering van Port Arthur.
- 26 augustus – 3 september: Slag bij Liaoyang. Het 1e, 2e en 4e leger van generaal Oyama vallen het Russische leger van generaal Koeropatkin aan, bestaande uit het 1e, 3e, 4e en 5e Siberische, en het 10e en 17e korps. Beide legers vechten tot ze de uitputting nabij zijn, zonder duidelijke overwinnaar. De Russen roepen zichzelf tot overwinnaar uit omdat hun verliezen lager zijn, maar Koeropatkin moet naar het noorden terugtrekken. De onbekwaamheid van de Russische bevelvoering, controle en communicatie zijn duidelijk zichtbaar.
- 7 tot 17 oktober: slag bij Shaho. Koeropatkin probeert een offensief naar het zuiden uit te voeren. Oyama start een tegenoffensief. Opnieuw verklaren de Russen dat zij de veldslag wonnen. Beide legers zoeken in Mantsjoerije hun winterkwartieren op.
- 25 tot 31 oktober: de Japanners proberen zes dagen lang Port Arthur te veroveren. Deze pogingen falen.
- 22 oktober: Doggersbank-incident - de Russische Baltische Vloot vuurt tijdens nabij de Doggersbank haar tocht naar de Japanse Zee op Britse vissersschepen, die ze voor Japanse torpedoboten houden. Twee vissers komen om en de Britten eisen genoegdoening, die later deels wordt toegekend door een commissie onder het Haags Verdrag van 1899.
- 27 november tot 6 december: Het Japanse 3e leger bij Port Arthur wordt versterkt. De Japanners veroveren de strategische heuvel van 203 meter en de Vysokaya heuvel die de haven domineren. De Japanse artillerie beschiet de Russische slagschepen in de haven.
- 18 tot 31 december: De Japanners ondermijnen vier forten en generaal Anatoli Stessel vraagt naar de voorwaarden voor de overgave van het garnizoen van Port Arthur.

### 1905
- 2 januari: Anatoli Stessel geeft Port Arthur over. Door de val van Port Arthur is het Japanse 3e leger van generaal Nogi nu beschikbaar voor inzet in het noorden. Zij kunnen nu het 1e, 2e en 4e Japanse leger gaan versterken. De troepen van Oyama staan daar nu tegenover de troepen van generaal Koeropatkin, bestaande uit het 1e leger van generaal Linevitsj, het 2e leger van generaal Grippenberg, het 3e leger van generaal Kaulbars en het Kozakkenkorps van generaal Misjtsjenko.
- Januari: beide legers sturen cavalerie uit om elkaars bevoorradings- en communicatielijnen aan te vallen.
- 25 tot 29 januari: Slag bij Sandepu. Georgii Stackelberg wordt ontslagen wegens insubordinatie. Oskar Grippenberg meldt zich ziek, keert terug naar Sint-Petersburg en levert in kranten kritiek op generaal Koeropatkin. Revolutionairen grijpen dit aan voor kritiek op de tsaar.
- Januari tot februari: De Russische revolutie van 1905. Er breken ernstige onlusten uit in de Russische steden. Politie en leger doden honderden betogers. De gouverneur van Moskou wordt vermoord. Japanse netwerken leveren wapens aan dissidenten in Finland, de Baltische Staten en de Kaukasus.
- 19 februari tot 10 maart: Slag bij Mukden een van de grootste veldslagen in de geschiedenis tot dan toe. Voor de lentecampagne beschikt de Russische generaal Koeropatkin over het 1e, 2e en 3e Mantsjoerijse leger (van de generaals Linevitsj, Kaulbars en Bilderling). In totaal hebben de Russen een leger van 275.000 man infanterie, 16.000 man cavalerie, 1439 stukken veldgeschut en 56 machinegeweren. De Japanse bevelhebber Oyama beschikte over het Yaluleger onder generaal Kawamua, het 1e onder generaal Kuroki, het 2e onder generaal Ozu, het 3e onder generaal Nogi en het 4e leger onder generaal Nozu. In totaal bedroeg de Japanse troepensterkte 200.000 man infanterie, 7350 man cavalerie, 924 kanonnen (inclusief zware 11 inch houwitsers aangevoerd uit Port Arthur), en 174 machinegeweren.

Uiteindelijk trokken de Russische eenheden terug tot de grens en verloren daarbij een groot deel van hun vervoermiddelen, voorraden en kanonnen. Alleen de uitputting van het achtervolgende Japanse leger verhinderde een complete vernietiging.
- 20 maart: een vertrouwelijk voorstel van de Verenigde Staten om als tussenpersoon op te treden.
- 27 tot 28 mei: Slag bij Tsushima. De beslissende zeeslag van de oorlog wordt uitgevochten in de zee-engte tussen Korea en Japan, waar de Japanse Vloot de Baltische Vloot onderschept voordat ze zich bij de Pacifische Vloot kan voegen. De snellere maar lichter bewapende vloot van admiraal Togo verslaat de Russische vlooteskaders van admiraal Rozhdestvenski verpletterend. De twee nederlagen van de Slag bij Mukden op het land en de Slag bij Tsushima op zee breken de Russische wil om door te vechten, hoewel de Russische legers nog steeds de sterkste zijn. Ook in Japan begon de proportioneel grotere kost van de oorlog in levens en in geld door te wegen.
- 10 en 12 juni: Japan en Rusland aanvaarden publiekelijk het Amerikaanse voorstel om te bemiddelen.
- 14 tot 25 juni: Door de verloren Slag bij Tsushima heerst er onrust op de Zwarte Zeevloot. De bemanning van de Russische slagkruiser Potemkin gaat muiten. 1260 sympathiserende betogers worden gewond of gedood als de Russische troepen gelegerd in Odessa het vuur openen en de Potemkin vuurt twee granaten op de troepen. De kruiser Potemkin krijgt asiel in de Roemeense haven Constanța.
- 7 juli tot 8 augustus: Japan neemt bezit van het eiland Sachalin.
- 9 augustus: De vredesonderhandelingen beginnen te Portsmouth in New Hampshire, onder toezicht van de Amerikaanse president Theodore Roosevelt.
- 5 september: Het verdrag van Portsmouth wordt ondertekend. Japan kreeg Zuid-Sachalin, het schiereiland Liaodong en invloedsrechten in Korea. De publieke opinie reageerde zowel in Rusland als in Japan negatief op dit verdrag, maar de vernedering schaadde het regime in Rusland meer dan de gevolgen voor de Japanse regering.

## Slotsom
Twee vragen duiken het meest prominent op wanneer men de Russisch-Japanse Oorlog bestudeert.

### Eerste vraag
De eerste vraag is: waarom versloegen de Japanners de Russen keer op keer, zowel op het land als ter zee?
Twee belangrijke elementen speelden hierin mee. Ten eerste vocht Rusland in een nadelige positie. De enorme afstand tussen de legers en het thuisland, die de bevoorrading bemoeilijkte, maakte een heel verschil uit. Qua kwaliteit en numerieke overwicht van de uitrusting en bewapening komt men toch in verhouding op een soort evenwicht uit.

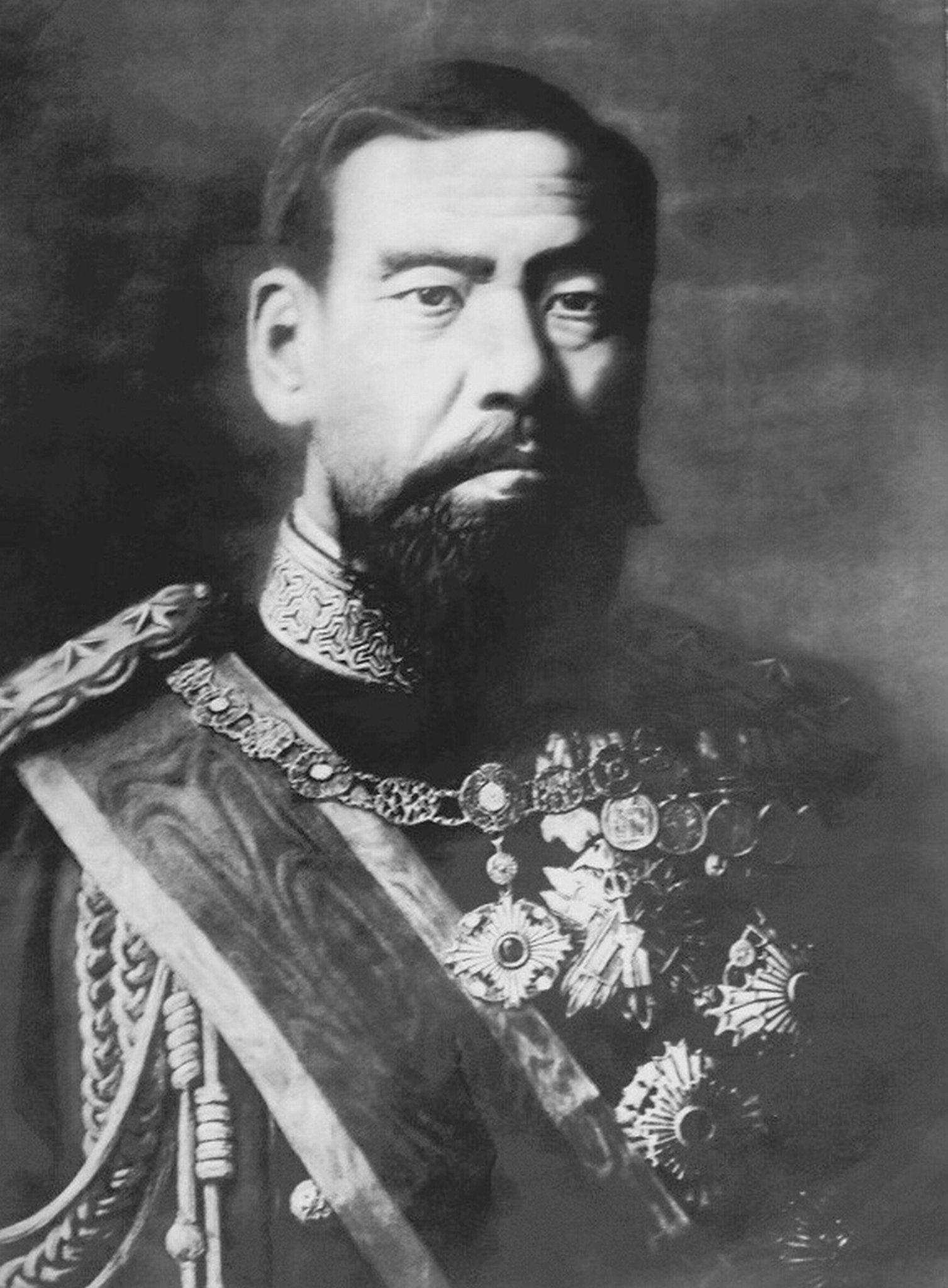
Keizer Meiji

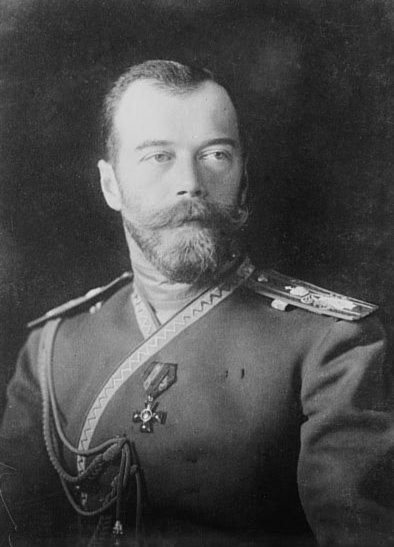
Tsaar Nicolaas II van Rusland

Ten tweede was er de menselijke factor die een verschil uitmaakte. De Japanse officier had een onmiskenbare band met de Keizer. De meeste lage officieren waren afkomstig uit de lagere klassen en waren opgevoed in de traditie van de Samoerai en de Bushido school. De Russische officier had niet zo’n empathie of band met zijn ondergeschikten omdat zij meestal uit de hoogste klassen kwam en niet gedreven werd door een sterke ideologie zoals dat bij vele Japanse officieren het geval was. Maar ook de vriendjespolitiek bij de promotie van de Russische officieren en hun gevorderde leeftijd zorgde voor een afgesloten blok waarbij intriges, rivaliteit, verstarring en verouderde ideeën welig tierden.
De Japanse officieren werden veelal bevorderd omwille van hun capaciteiten. De jonge officieren brachten innovatie en nieuwe ideeën in de rangen van het leger. De Russische officieren waren verstard in hun visie op de wereld en de technologie. De vaste, feodale hiërarchie in het Russische leger liet te weinig ruimte toe voor initiatief en anders dan de Japanners vervielen de Russische troepen in een apathische houding. Orders werden opgevolgd, dapper en met volharding, maar zonder enig initiatief. Hetzelfde gold voor de lagere officieren die regelmatig kansen onbenut lieten. Het Russische Opperbevel was dan weer arrogant, ambitieus en werkte in een sfeer van onderlinge rivaliteit. Verder verliep de samenwerking tussen het Russisch leger en de Russische vloot erg slecht.
Aan Japanse zijde was de situatie anders. Autoriteit, trouw aan de keizer en de militaire traditie van de samoerai waren inherent aanwezig in het Japanse leger. Maar niettemin waren de Japanse officieren ook in staat om binnen de hiërarchie en de opgelegde bevelen kansen te benutten wanneer deze zich voordeden.
Het moreel was ijzersterk bij de Japanse strijdkrachten dankzij de filosofie van de Bushido en de militaire traditie van Japan. Dit ijzersterke moreel en de ingebakken discipline vormden twee van de belangrijkste factoren die het verschil uitmaakten tussen de beide legers.

### Tweede vraag
De tweede vraag luidt: waarom heeft men geen lessen getrokken uit de Russisch-Japanse Oorlog en deze toegepast bij het uitbreken van de Eerste Wereldoorlog?
Het is te eenvoudig om te stellen dat de toeschouwers van het conflict veronderstelden dat door de te grote incompetentie van de Russen en de fanatieke houding van de Japanners niets te leren viel uit het conflict. Het waren eerder de grote meningsverschillen in de interpretatie van het conflict.
De rapporten die men uitbracht over de gebeurtenissen in de Russisch-Japanse Oorlog waren verre van uniform. Opmerkelijk was hoe het Britse Opperbevel het gebruik van de artillerie onderwaardeerde, ondanks het belang ervan bijvoorbeeld bij de inname van de belangrijke 203 meter heuvel bij Port Arthur.
Omwille van nostalgie en eigenbelang bleef de cavalerie overgewaardeerd. Het duurde nog jaren voordat afgestapt werd van het idee dat grote aantallen cavalerie nodig waren. Zelfs bij de aanvang van de Tweede Wereldoorlog waren er velen die nog steeds geloofden dat de cavalerie van nut kon zijn.
Het belang en de kracht van onder andere het machinegeweer in de handen van de verdediger is onopgemerkt gebleven. Deze vergissing heeft in de Eerste Wereldoorlog verschrikkelijke gevolgen gehad.
Vele gemaakte fouten en innovaties in de Russisch-Japanse Oorlog werden genegeerd, ondergewaardeerd of simpelweg niet opgemerkt, waardoor vele lessen opnieuw geleerd moesten worden in de Eerste Wereldoorlog.
Na de Russisch-Japanse Oorlog was er een Russische terugkeer naar de individuele studie van de krijgskunde. Helaas was de kwaliteit van de officieren een handicap bij de uitvoering van hun bevindingen.
Oud en nieuw botsten na de Russisch-Japanse Oorlog en een aanpassing aan een nieuwe militaire realiteit die snel naderde diende te gebeuren. Aan Russische zijde was Aleksej Koeropatkin een van de weinigen die levend uit de Russische Revolutie kwam, maar als leerkracht en klerk verder door het leven ging.
Maresuke Nogi was dan weer een overblijfsel van het Oude Japan. Verteerd door verdriet omwille van zijn dode zonen, de tienduizenden gestorven Japanners en de loyaliteit aan de oude levenswijze vroeg hij de Keizer toestemming om rituele zelfmoord te mogen plegen. De keizer gaf hem toestemming om zelfmoord te plegen, maar pas nadat hijzelf overleden zou zijn. Bij het overlijden van de Keizer pleegde Nogi met zijn vrouw Seppuku, rituele zelfmoord. Nogi is de minst progressieve Japanse generaal geweest en zijn dood leek een oproep om terug te keren naar de oude levenswijze. In zijn dood werd hij een symbool voor het nieuwe, machtige Japan dat een nieuwe weg insloeg. Met de dood van de Keizer kwam er een einde aan de Meijiperiode en stond Japan op het wereldtoneel als een grootmacht die zich de volgende decennia zeer duidelijk zou laten gelden niet alleen in Azië maar ook op het wereldtoneel.